# Libro dei morti
Il Libro dei morti è un antico testo funerario egizio, utilizzato stabilmente dall'inizio del Nuovo Regno (1550 a.C. circa) fino alla metà del I secolo a.C. Il titolo originale del testo, traslitterato ru nu peret em heru, è traducibile come Libro per uscire al giorno (altra possibile traduzione è Libro per emergere dalla luce). "Libro" è il termine che più si avvicina a indicare l'intera raccolta dei testi: il "Libro dei morti" si compone di una raccolta di formule magico-religiose (anche di notevole lunghezza: in un'edizione del 2008 della traduzione di Budge, il solo testo raggiunge le 700 pagine) che dovevano servire al defunto come protezione e aiuto nel suo viaggio verso la Duat, il mondo dei morti, che si riteneva irto di insidie e difficoltà, e verso l'immortalità. Fu composto da vari sacerdoti egizi nell'arco di un millennio, indicativamente a partire dal XVII secolo a.C.
Il Libro dei morti si inserì in una tradizione di testi funerari che include i ben più antichi cosiddetti testi delle piramidi, tipici dell'Antico regno (XXVII–XXII secolo a.C.) e i cosiddetti Testi dei sarcofagi' risalenti al Primo Periodo Intermedio e al Medio regno (XXI–XVII secolo a.C.), che erano appunto inscritti su pareti di camere funerarie o su sarcofagi, ma non su papiri. Alcune delle formule del "Libro dei morti" derivano da tali raccolte precedenti, altre furono composte in epoche successive della storia egizia, risalendo via via al Terzo periodo intermedio (XI–VII secolo a.C.). I papiri delle varie copie del Libro dei morti, o di parte di esso, erano comunemente deposti nei feretri insieme alle mummie nell'ambito dei riti funebri egizi.
Non vi fu mai un'edizione canonica e unitaria del Libro dei morti e non ne esistono due esemplari uguali: i papiri conservatisi contengono svariate selezioni di formule magiche, testi religiosi e illustrazioni. Alcuni individui sembrano aver commissionato copie del tutto personali del Libro dei morti, scegliendo probabilmente, con una certa libertà, frasi e formule che ritenevano importanti per il proprio accesso nell'aldilà. Il Libro dei morti era quasi sempre redatto in caratteri geroglifici o ieratici su rotoli di papiro, e talvolta decorato con illustrazioni o vignette (aventi, talvolta, un notevole valore artistico oltreché archeologico e paleografico) del defunto e delle tappe del suo viaggio ultraterreno.

## Formazione dei testi

### Testi delle piramidi

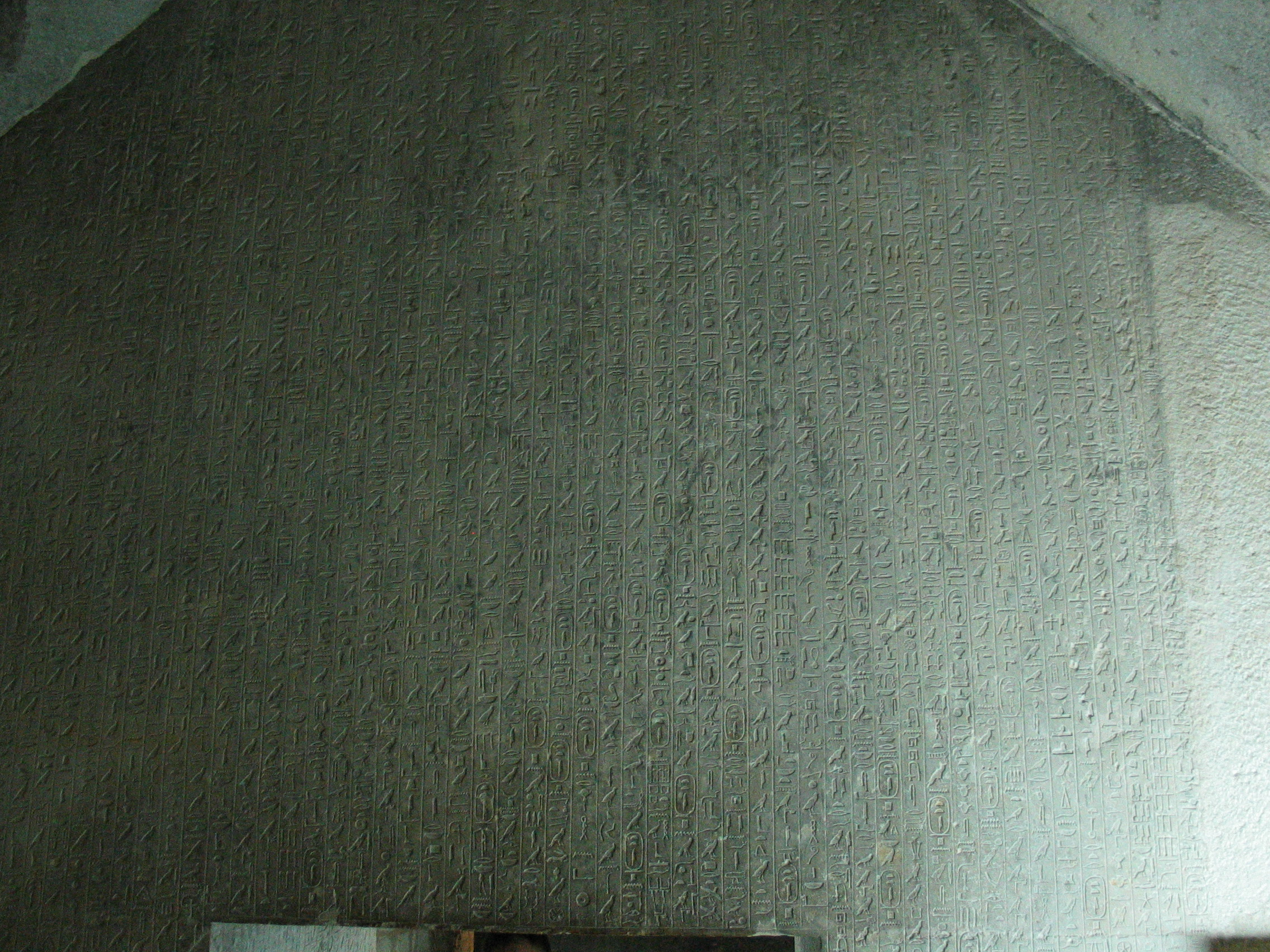
Testi delle piramidi sulle pareti della camera sepolcrale del faraone Teti (2345–2333 a.C.) della V dinastia. Piramide di Teti, Saqqara.

Il Libro dei morti si formò nell'ambito di una tradizione di manoscritti funerari risalenti all'Antico Regno dell'Egitto. I primi testi funerari furono i Testi delle piramidi, impiegati per la prima volta nella piramide del faraone Unis della V dinastia (morto intorno al 2350 a.C.); tali testi erano scolpiti sulle pareti delle camere sepolcrali all'interno delle piramidi dei soli faraoni (e, a partire dalla VI dinastia, di importanti "spose reali"). Molti dei Testi delle piramidi furono redatti con geroglifici oscuri e inusuali; molti segni raffiguranti esseri umani o animali venivano lasciati incompleti o mutilati per impedire, simbolicamente, che arrecassero un qualsiasi danno al sovrano defunto. Lo scopo dei Testi delle piramidi era aiutare il re a prendere il proprio posto fra gli dei, in particolare a riunirsi con Ra, il suo genitore divino; l'aldilà era immaginato, in tale fase storica, nei cieli, non come l'oltretomba sotterraneo descritto nel Libro dei morti. Alla fine della VI dinastia i Testi delle piramidi cessarono di essere un'esclusiva dei faraoni e furono adottati anche da nobili, alti funzionari e governatori locali (nomarchi).

### Testi dei sarcofagi

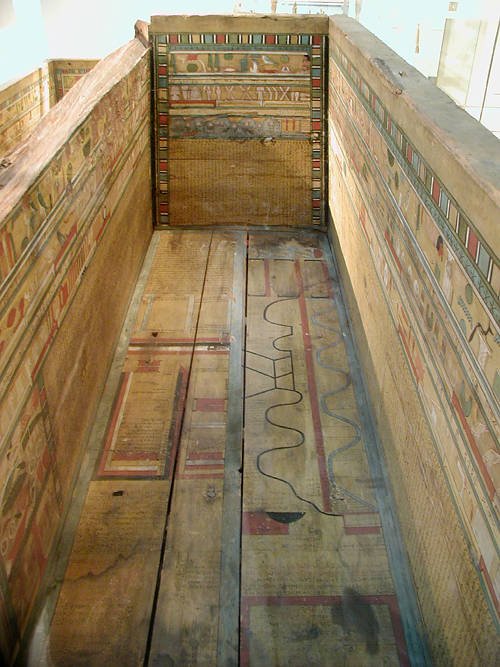
Mappa dell'aldilà (Testi dei sarcofagi) nel sarcofago ligneo di Gua, vissuto sotto la XII dinastia. British Museum, Londra.

Durante il Medio Regno (2055–1650 a.C.) emerse una nuova tipologia di testi funerari: i Testi dei sarcofagi. I Testi dei sarcofagi si servirono di un linguaggio molto meno arcaico, di nuove formule e, per la prima volta, di illustrazioni e figure: venivano incisi sui coperchi e sulle pareti esterne e, più comunemente, interne dei sarcofagi, benché siano stati sporadicamente rinvenuti anche su pareti e papiri. I Testi dei sarcofagi erano accessibili a chiunque fosse abbastanza ricco da permettersi un sarcofago, allargando così il numero di coloro che avrebbero potuto aspirare alla vita eterna, proprio come i gli antichi faraoni dei secoli precedenti; questo processo è stato definito una "democratizzazione dell'aldilà".

### XVI–I secolo a.C.

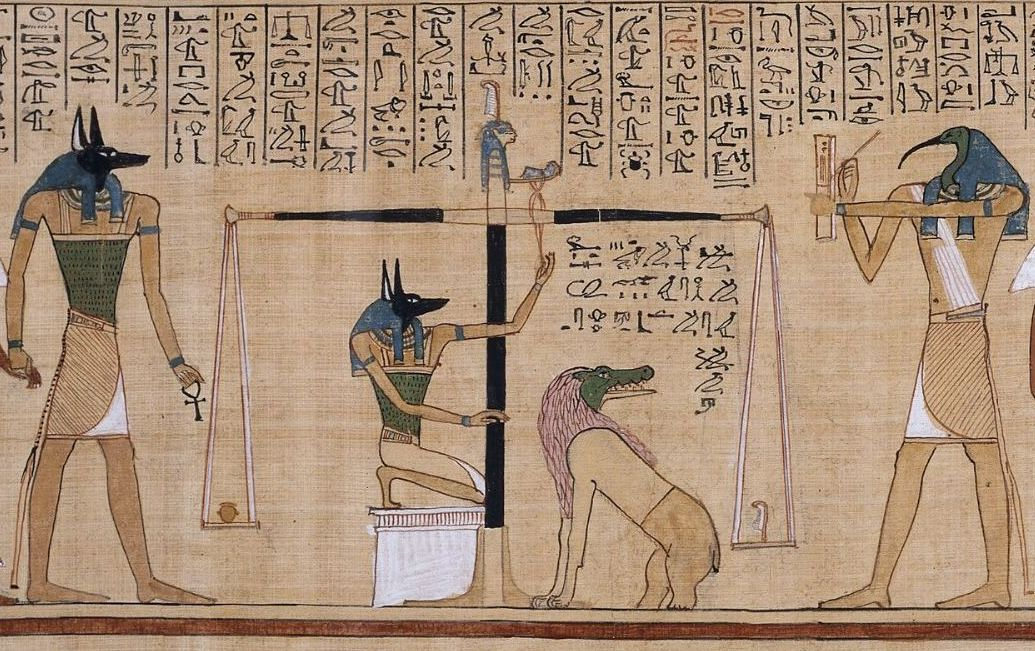
La pesatura del cuore, dal Papiro di Hunefer (1275 a.C. circa). Il cuore dello scriba Hunefer è pesato sulla bilancia di Maat, dea della giustizia; sull'altro piatto sta la piuma della verità. Il dio Anubi esegue la pesatura e Thot ne prende nota: qualora cuore e piuma si eguagliassero, Hunefer sarebbe accolto nell'immortalità; altrimenti verrebbe divorato dal mostro Ammit (fusione di coccodrillo, leone e ippopotamo).

Il Libro dei morti cominciò a prendere forma a Tebe verso l'inizio del Secondo periodo intermedio dell'Egitto, intorno al 1700/1650 a.C. La più antica occorrenza conosciuta delle formule confluite nel Libro dei morti è stata rilevata sulla bara di Mentuhotep, "grande sposa reale" dello sconosciuto faraone Sekhemra-Sementaui Djeuti della XIII o XVI dinastia, dove nuove formule furono inserite in mezzo ad altre provenienti dai vecchi Testi delle piramidi e dei sarcofagi. Alcune delle formule così introdotte hanno, comunque, vistosi paralleli con il passato: per esempio, una glossa alla Formula 30B indica che sarebbe stata scoperta dal principe Djedefhor durante il regno di Micerino (2530–2512 a.C. circa), cioè con molte centinaia di anni di anticipo rispetto alla sua prima attestazione archeologica. Con la XVII dinastia egizia il Libro dei morti ebbe vasta diffusione non solo fra i membri della famiglia reale, ma anche fra cortigiani e funzionari: all'epoca le formule venivano trascritte su sudari di lino avvolti intorno alla mummia, sebbene siano state occasionalmente scoperte anche su feretri e papiri.
Durante il Nuovo Regno l'articolazione e la diffusione del Libro dei morti raggiunsero l'apice. Uno dei più antichi esemplari conosciuti è il Papiro di Yuya, risalente al regno di Amenofi III (1388–1350 a.C. circa) e conservato presso il Museo egizio del Cairo. La famosa Formula 125, la "Pesatura del cuore", comparve durante i regni di Hatshepsut e Thutmose III, intorno al 1475 a.C. Da allora il Libro dei morti fu trascritto sempre su rotoli di papiro, con l'aggiunta di illustrazioni anche complesse; sotto la XIX dinastia tali vignette si fecero sontuose, talvolta a discapito del testo stesso.
Nel Terzo periodo intermedio dell'Egitto il Libro dei morti apparve anche in caratteri ieratici, il corsivo dei geroglifici. I papiri in ieratico erano più economici e semplici da realizzare, con l'esclusione delle elaborate vignette in voga nei secoli precedenti, a eccezione di una sola immagine all'inizio del testo. Varie sepolture contemporanee fecero uso di testi funerari d'altro genere, come l'Amduat. Sotto la XXV e la XXVI dinastia il Libro dei morti fu sensibilmente modificato, aggiornato e riadattato a nuovi standard: le formule furono riorganizzate e, per la prima volta, numerate: si tratta della versione riveduta nota come "recensione saita" poiché realizzata sotto la XXVI dinastia, la quale regnava dalla nuova capitale Tanis, nel Basso Egitto. Nel Periodo tardo e in quello tolemaico le riproduzioni del Libro dei morti seguitarono a basarsi sulla "recensione saita", benché sottoposta a frequenti tagli sempre più consistenti. Apparvero nuovi testi funerari quali il Libro del respirare (circa 350 a.C.) e il Libro per trascorrere l'eternità (circa 330 a.C.). L'ultimo uso documentato del Libro dei morti risale alla metà del I secolo a.C., sebbene alcuni dei suoi motivi artistici si siano perpetuati anche nell'Egitto romano: il Papiro demotico di Pamonthes, conservato presso la Biblioteca nazionale di Francia, è datato al 10º anno di regno dell'imperatore romano (e faraone) Nerone, cioè al 63/64 d.C.

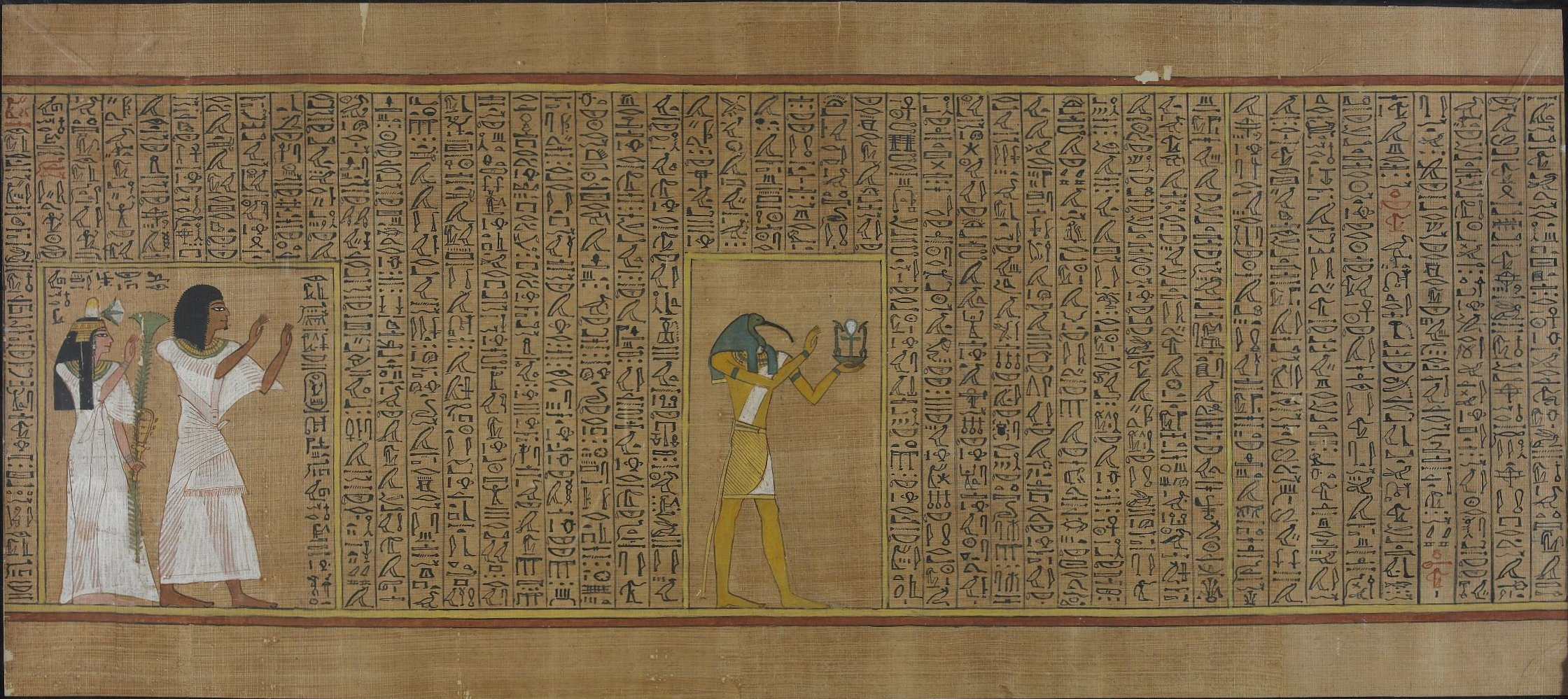
Dettaglio del Papiro di Hunefer (EA 9901,8), copia del Libro dei morti risalente alla XIX dinastia egizia. British Museum, Londra. A sinistra il defunto e sua moglie riccamente abbigliati; al centro il dio lunare Thot con i simboli di potere (uas) e vita (ankh).

## Formule
Il Libro dei morti è composto di una serie di singoli testi accompagnati da illustrazioni. Molti di questi sotto-testi iniziano con la parola ro, che può significare "bocca", "discorso", "capitolo", "formula" o "incantesimo": questa pluralità di significati evidenzia l'ambiguità del pensiero egizio sui concetti di formula rituale e poteri magici. La scelta del termine "formula" piuttosto che di "discorso" è perciò puramente convenzionale.
Le formule finora conosciute sono 192, anche se nessuno dei manoscritti scoperti fino ad ora le contiene tutte. Esse servivano a differenti scopi rituali: alcune avrebbero dovuto infondere nel defunto una conoscenza mistica dell'aldilà oppure identificarlo con le divinità: per esempio, la Formula 117 è una lunga, oscura descrizione del dio Atum. Altri incantesimi tendevano all'unità e alla conservazione eterna delle parti del defunto, a fornirgli magicamente il pieno controllo del mondo che lo avrebbe circondato, proteggerlo dalle forze malefiche che lo avrebbero insidiato nel mondo dei morti oppure aiutarlo a superare i molti ostacoli dell'aldilà. Due formule molto celebri concernono il giudizio dell'anima del defunto nella cerimonia ultraterrena della "psicostasia" (pesatura del cuore). Le Formule 26–30, ma anche la 6 e la 126, relative al cuore del defunto, potevano essere inscritte su amuleti a forma di scarabeo.

### Autori

#### Thot, l'autore mitico
Nella concezione egizia, ogni volta che il defunto avesse recitato una delle formule ne sarebbe divenuto, automaticamente e magicamente, l'autore: in quel momento ciascuna formula sarebbe stata "vivificata" dal potere magico e creatore che gli Egizi attribuivano alla parola. È comunque ovvio osservare che tutte le formule furono redatte una prima volta. 

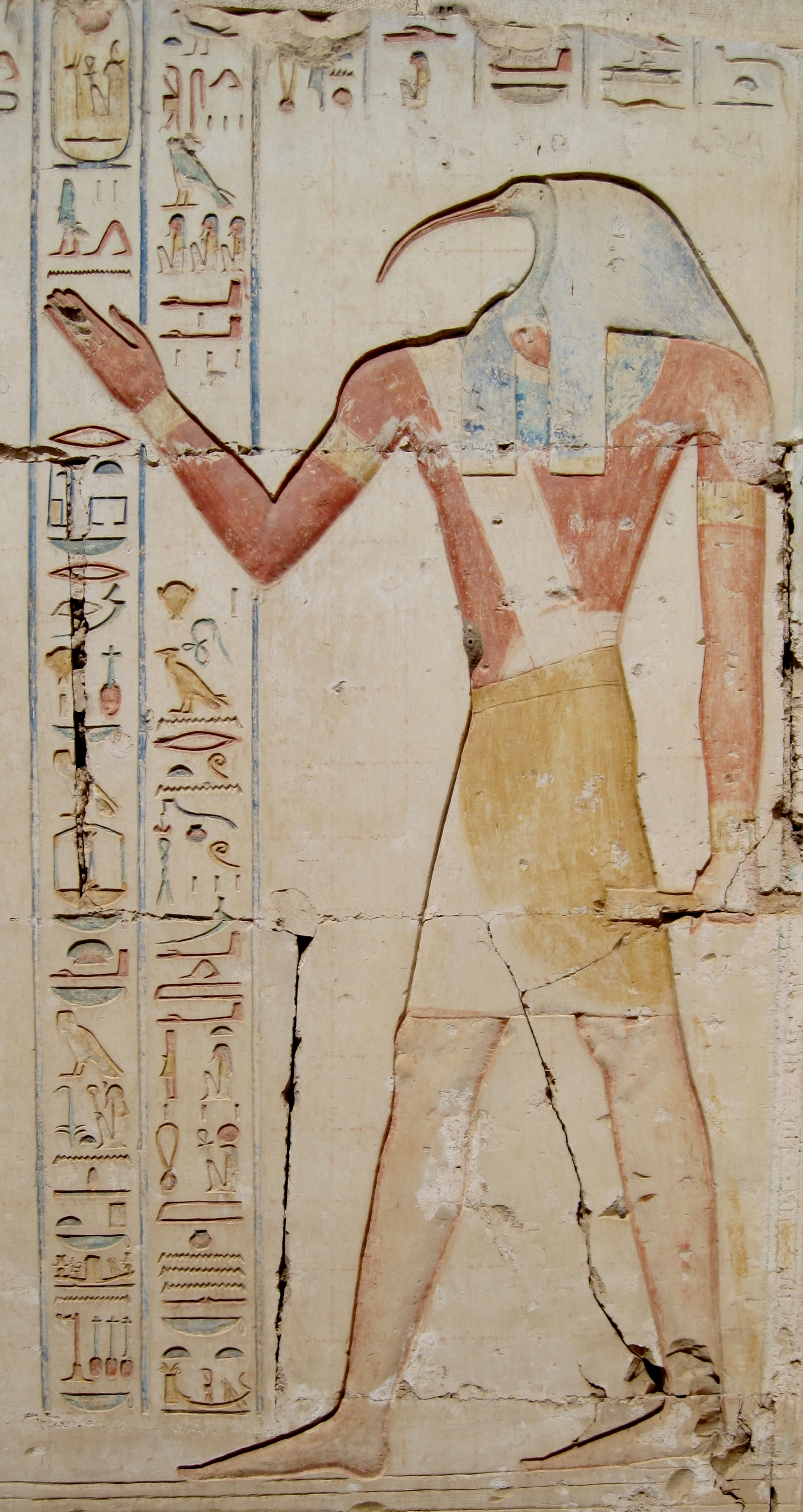
Thot, dio lunare della conoscenza, era ritenuto il mitico autore delle formule del Libro dei morti. Tempio di Ramses II, Abido.

I sacerdoti egizi identificarono, nel corso dei secoli, tale autore originario: un dio, mai chiamato per nome, originario di Ermopoli (in egizio Khemenu). È probabile che pensassero a Thot, dio lunare della scrittura e della conoscenza originario appunto di Ermopoli, anche se tale paternità è segnalata molto raramente nel Libro dei morti, comparendo nelle glosse alle Formule 30B, 64, 137A e 148. La potenza magica delle formule era acuita dall'alone d'antichità che già gli Egizi del Nuovo Regno percepivano intorno a tali testi. Il principe Djedefhor, che fu uno dei figli di Cheope (2589–2566 a.C.) e venne annoverato tra i sapienti egizi come fine letterato, è nominato in una glossa alle Formula 30B e 137A: 
(Libro dei morti, Formula 30B, glossa — dalla traduzione di Budge)
(Libro dei morti, Formula 137A, glossa — dalla traduzione di Budge)
Per certificare la potenza magica della Formula 167, trovata sulla testa di un'antica mummia, gli scribi la posero sotto il patronato di due celebri sapienti del Nuovo Regno (vedi Filosofia nell'antico Egitto): Khaemuaset, uno degli innumerevoli figli di Ramses II e un appassionato riscopritore e restauratore dei monumenti che alla sua epoca erano già molto antichi e dei loro testi, e Amenhotep (figlio di Hapu), uno scriba e precettore della corte di Amenofi III, divinizzato dopo la morte.

### Magia nelle formule

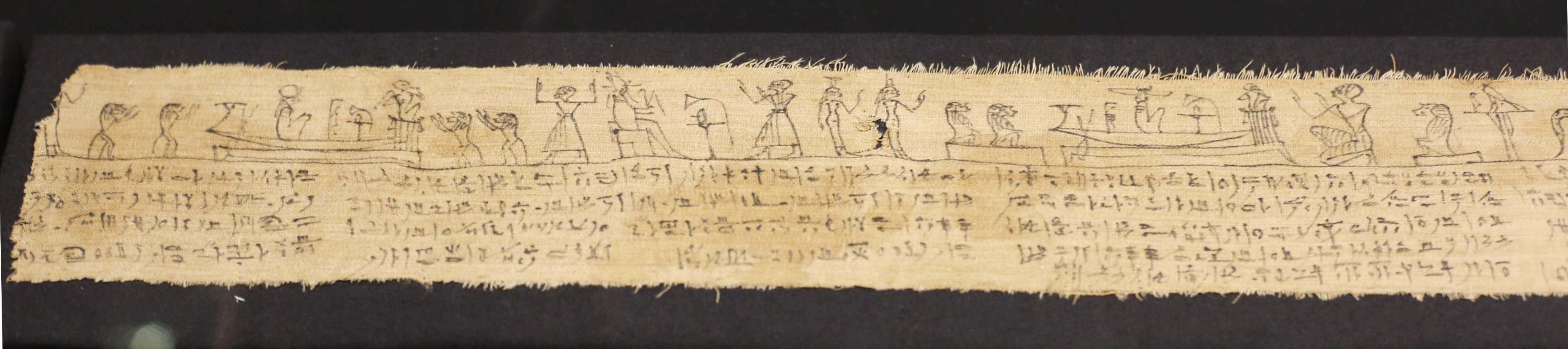
Libro dei morti di Neferiu, scritto su bende. Museo del Louvre, Parigi.

I testi e le immagini del Libro dei morti erano magici e religiosi allo stesso tempo: pregare gli dei e compiere incantesimi erano, per gli Egizi, la stessa cosa (questi ultimi credevano addirittura di poter controllare le divinità mediante le pratiche magiche). La religione egizia coincideva, di fatto, con la pratica magica. Il concetto di magia (heka, personificata dal dio Heka) era intimamente connesso a quello di parola, sia pronunciata che scritta: l'azione di pronunciare una formula magica era un atto di creazione: in questo senso, parlare e creare erano percepiti come la medesima azione. La potenza magica delle parole si estendeva, naturalmente, anche alla scrittura: gli Egizi ne attribuivano l'invenzione al dio Thot e perciò gli stessi geroglifici detenevano un'"energia" magica, anche qualora il testo sacro fosse abbreviato, omesso o antologizzato, il che era normale per i papiri del Libro dei morti (soprattutto in presenza delle vignette d'accompagnamento). Si credeva poi che conoscere il nome di qualcosa desse potere sulla cosa stessa, così il Libro dei morti fornisce i nomi di molte delle entità che l'anima avrebbe incontrato nel Duat, dandogli così il potere di affrontarle.
Le tecniche magiche presentate da alcune formule del Libro dei morti possono essere individuate nella vita quotidiana nell'antico Egitto, e non era raro che venissero copiate su oggetti quotidiani (come i poggiatesta) o su amuleti protettivi, sia d'uso comune che inseriti fra le bende delle mummie. Al di là degli oggetti d'uso comune, alcune formule descrivono la potenza, taumaturgica attribuita alla saliva. Nessuna formula era intesa per essere "utilizzata" dai viventi: l'efficacia del Libro dei morti riguardava esclusivamente gli spiriti dei defunti.

### Suddivisione
Quasi ogni copia del Libro dei morti era un pezzo unico, poiché conteneva una commistione di formule scelte dal corpus di quelle disponibili a discrezione del committente e proprietario. Per la maggior parte della storia del Libro dei morti non esisté una struttura ordinata e definita. Difatti, prima dello studio pionieristico condotto dall'egittologo francese Paul Barguet nel 1967 sui temi ricorrenti fra i testi, gli egittologi erano dell'opinione che non esistesse alcuna struttura interna al Libro dei morti. Solo a partire dal "periodo saitico" (VII–VI secolo a.C.) si ebbe un'ordinata suddivisione del testo. A partire dalla "recensione saita" i Capitoli del Libro dei morti vennero generalmente suddivisi in quattro sezioni:
- Capitoli 1–16: il defunto è posto nella tomba e discende nel Duat: contemporaneamente, il suo corpo mummificato si riappropria della facoltà di muoversi e parlare.
- Capitoli 17–63: spiegazione della origine mitica degli dei e dei luoghi; il defunto torna a nuova vita così da poter sorgere e rinascere con il sole mattutino.
- Capitoli 64–129: il defunto percorre il cielo sulla barca solare; al tramonto raggiunge l'oltretomba per comparire di fronte a Osiride ed essere giudicato.
- Capitoli 130–189: essendo stato giudicato degno, il defunto prende potere nell'universo come uno degli dei. La sezione include inoltre vari capitoli sugli amuleti protettivi, sulle provviste di cibo e su luoghi importanti[33].

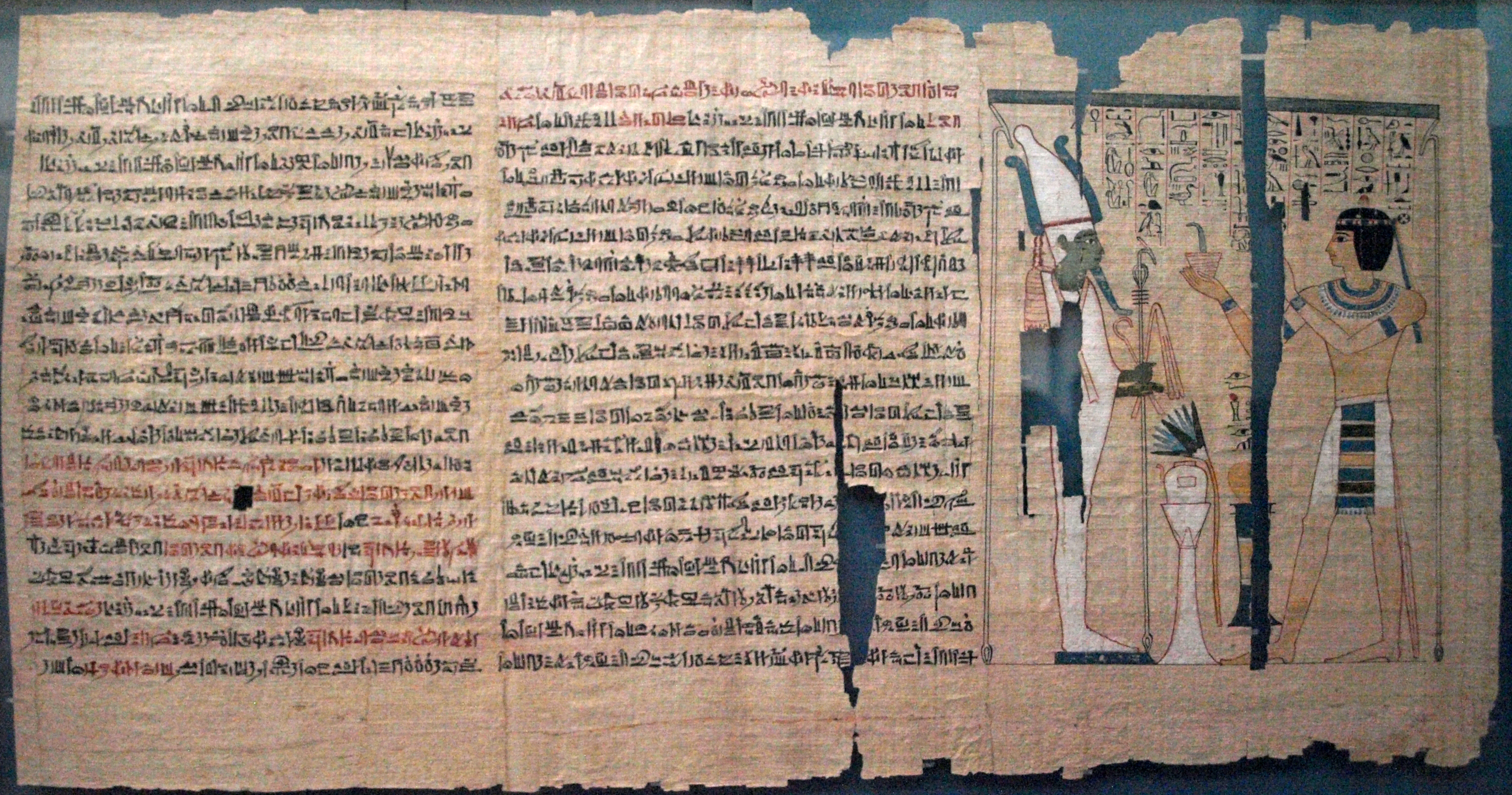
Il Libro dei morti (EA 10793/1) di Pinedjem II, sommo sacerdote di Amon (ca. 990–969 a.C.), intento, a destra, a presentare offerte a Osiride. British Museum, Londra.

## Concezione egizia di morte e aldilà
Le formule del Libro dei morti illustrano le credenze egizie circa la natura della morte, dell'aldilà e della vita dopo la morte (ciò vale per l'epoca della plurimillenaria storia egizia che coincide con la composizione del Libro dei morti stesso: la spiritualità dell'Antico Regno, suggerita dai Testi delle piramidi, era notevolmente diversa da quella del Libro dei morti). Il Libro dei morti è una fonte di informazioni essenziale in questo campo.

### Preservazione
Uno degli aspetti della morte era la disintegrazione dei vari kheperu, le forme dell'esistenza: i rituali funerari avrebbero dovuto reintegrare e riunire tali differenti aspetti dell'essere. La mummificazione avrebbe trasformato il corpo, preservandolo, in un sah, una forma idealizzata con prerogative divine; nel Libro dei morti erano fissate formule finalizzate alla preservazione del corpo del defunto e forse recitate durante il processo di mummificazione. Esemplare, in tal senso, la lunga Formula 154:
(Libro dei morti, Formula 154 — dalla traduzione di Budge.)
Il cuore (in egizio ib), che gli Egizi credevano sede dell'intelligenza e della memoria, era pure protetto da formule, e pronto per essere simbolicamente sostituito da amuleti a forma di scarabei nel caso fosse accaduto qualcosa al cuore vero del defunto. Il ka, cioè la forza vitale, sarebbe rimasto nella tomba insieme alla salma e avrebbe avuto bisogno di provviste di cibo, acqua e incenso per nutrirsi; qualora i sacerdoti e i famigliari si fossero dimenticati o avessero cessato di presentare tali offerte, la Formula 105 avrebbe magicamente provveduto ai bisogni del ka. Il nome proprio del defunto, che ne costituiva l'individualità ed era necessario per la prosecuzione della vita nell'aldilà, compariva in numerosi punti del Libro dei morti; la Formula 25 avrebbe permesso al defunto di ricordarsi il proprio nome. Il ba era la parte del defunto, della sua "anima", libera di "uscire al giorno" e di andare e venire dalla tomba: raffigurato come uccello dalla testa umana. Le Formule 61, molto breve, e 89, più estesa, erano finalizzate a preservarlo:
(Libro dei morti, Formula 61 — dalla traduzione di Budge)
Infine lo shut, cioè la stessa ombra del defunto, era posto sotto la protezione dalle Formule 91, 92 e 188. Se tutte queste parti (ka, ba, ib, sah, shut, ecc.) della persona fossero state correttamente salvaguardate, ricordate e nutrite, allora il morto avrebbe vissuto nella forma di akh: l'akh era considerato uno spirito beato con poteri magici, residente in mezzo alle divinità.

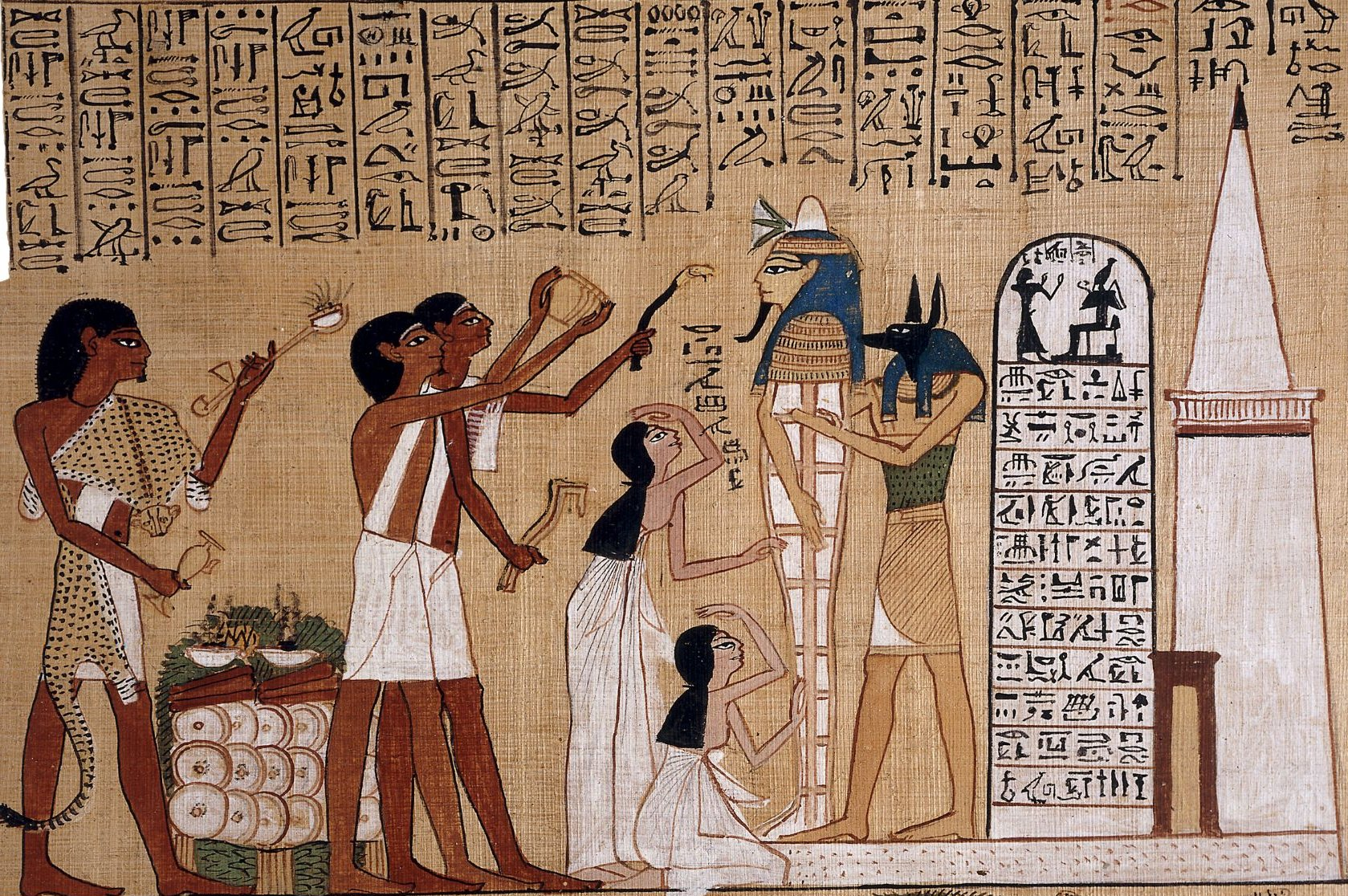
Libri dei morti di Hunefer: cerimonia di apertura della bocca. British Museum, Londra.
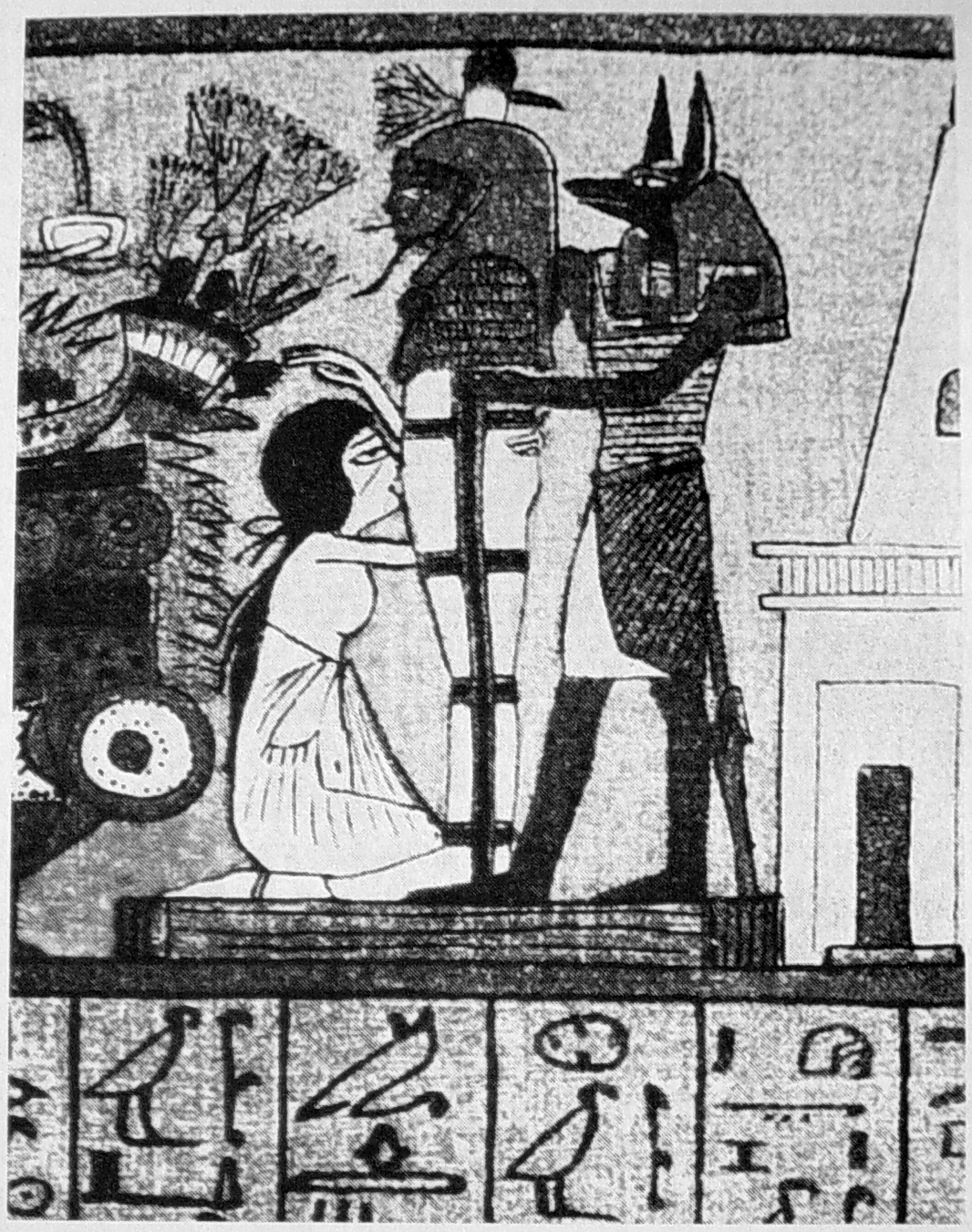
Libro dei morti di Ani, Formula 23: la mummia di Ani. British Museum, Londra.
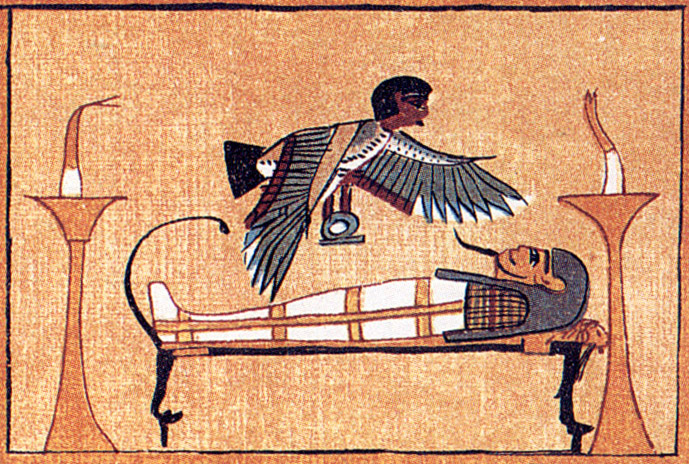
Libro dei morti di Ani: il ba si leva dalla mummia sul cataletto (Formula 89). British Museum, Londra.
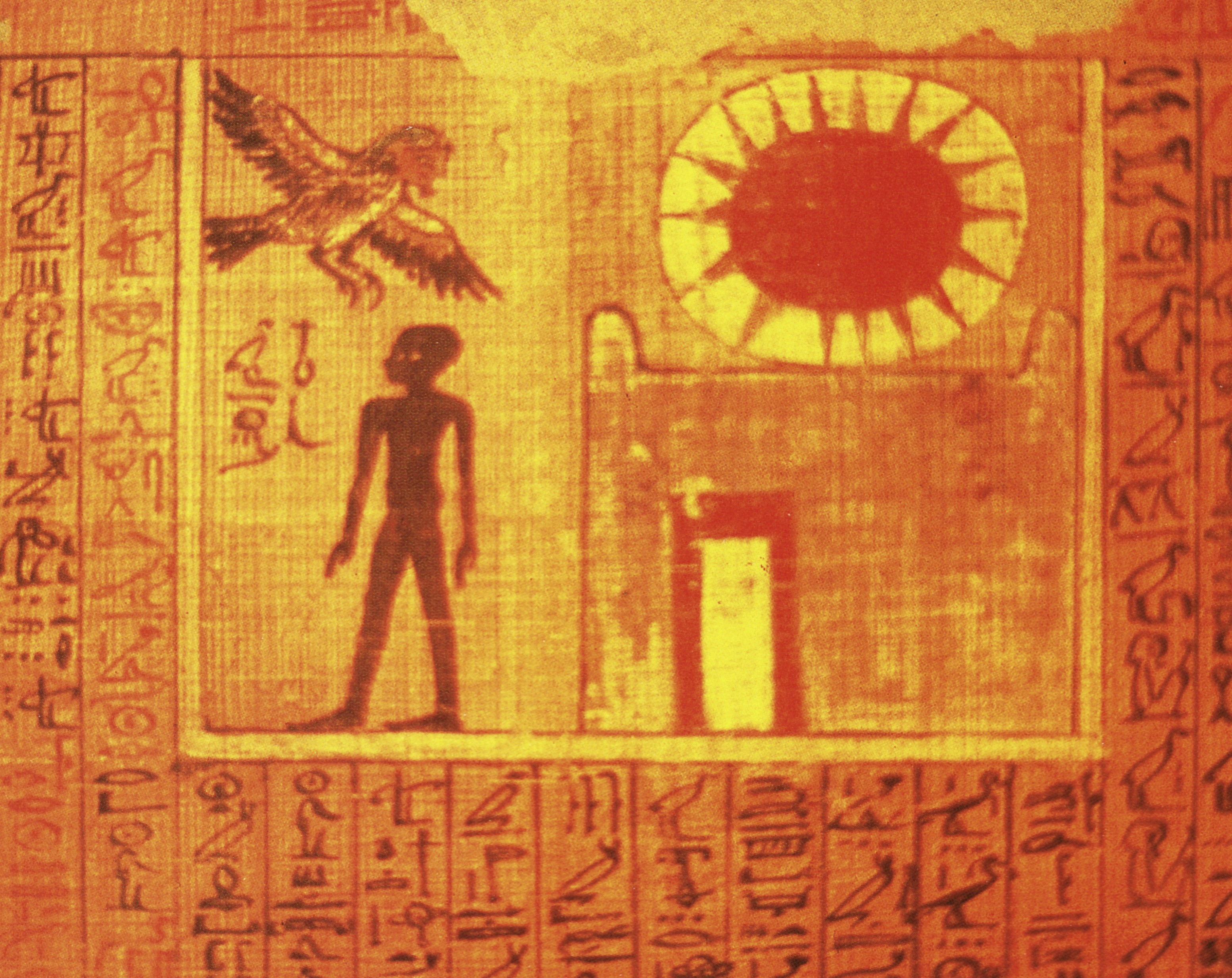
Libro dei morti di Neferubenef: l'ombra esce dal sepolcro e il ba vola verso il giorno. Museo del Louvre, Parigi.
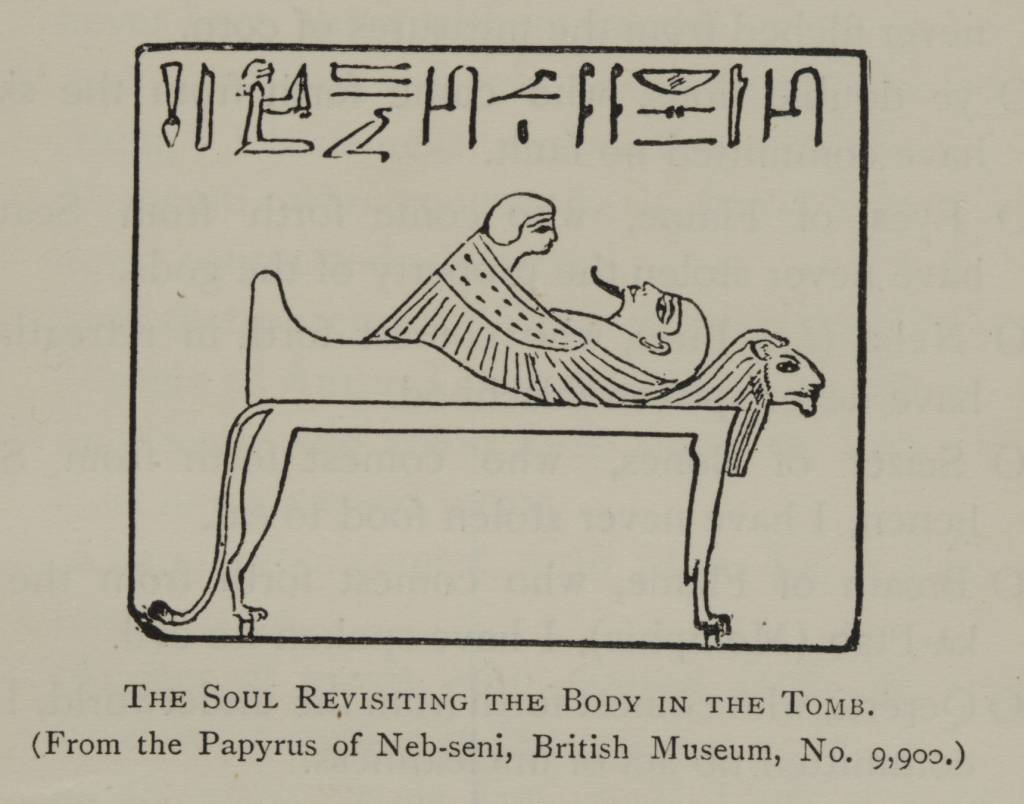
Libro dei morti di Nebseni (copia): il ba torna a visitare la mummia nel sepolcro.

### Vita dopo la morte
La natura della vita di cui il defunto avrebbe goduto dopo la morte è difficile da definire a causa delle differenti tradizioni all'interno del pensiero religioso egizio. Nel Libro dei morti lo spirito è condotto al cospetto di Osiride, che era confinato a regnare nel sotterraneo Duat, il mondo dei morti. Alcune formule avrebbero dovuto aiutare il ba e l'akh del morto a congiungersi con Ra nel suo attraversamento del cielo sulla barca solare, e a sconfiggere il perfido demone Apopi (Formule 100–2, 129–131, 133–136). Nel Libro dei morti il defunto è inoltre rappresentato mentre accede ai Campi dei giunchi (Aaru), una "copia paradisiaca", perfetta e felice della vita terrena (Formule 109–10, 149). Il morto si sarebbe trovato al cospetto della Grande Enneade: gli dei Atum, Shu, Geb, Osiride, Seth e le dee Tefnut, Nut, Iside e Nefti. Sebbene la vita nei Campi dei giunchi sia rappresentata come gioiosa e opulenta, è anche evidente che le anime avrebbero dovuto svolgervi tutti i lavori manuali della vita in terra: per questi motivo le tombe erano riempite con decine o centinaia di statuette (ushabti) di servitori ricoperte di formule, incluse nel Libro dei morti, perché svolgessero ogni attività manuale al posto del defunto che le possedeva. È chiaro che il defunto non si sarebbe limitato ad accedere in un luogo dove, secondo la concezione egizia, risiedevano le divinità, ma che egli stesso si sarebbe trasformato in un'entità divina; vari passaggi del Libro dei morti menzionano il morto come "[nome] l'Osiride".
Il tragitto per il mondo dei morti descritto dal Libro dei morti è particolarmente irto di difficoltà e insidie. Il defunto avrebbe dovuto superare una serie di cancelli, caverne e colli sorvegliati da divinità sovrannaturali: terrificanti entità armate di lunghi coltelli, raffigurate in forme grottesche (uomini dalle teste d'animali minacciosi, oppure feroci chimere d'aspetto orrendo). I loro nomi, per esempio "Colui che vive sui serpenti" o "Colui che danza sul sangue", sono egualmente grotteschi. Queste creature avrebbero dovuto essere ammansite recitando apposite formule contenute nel Libro dei morti: una volta pacificate non avrebbero più costituito una minaccia per lo spirito, anzi l'avrebbero protetto a loro volta. Altre creature sovrannaturali che il defunto avrebbe incontrato erano i "Macellatori", incaricati di massacrare i malvagi per conto di Osiride: il Libro dei morti indicava il modo migliore per non destare la loro attenzione. Anche comuni animali terrestri avrebbero costituito una minaccia per i defunti lungo il cammino per l'aldilà: coccodrilli, serpenti, scarafaggi.

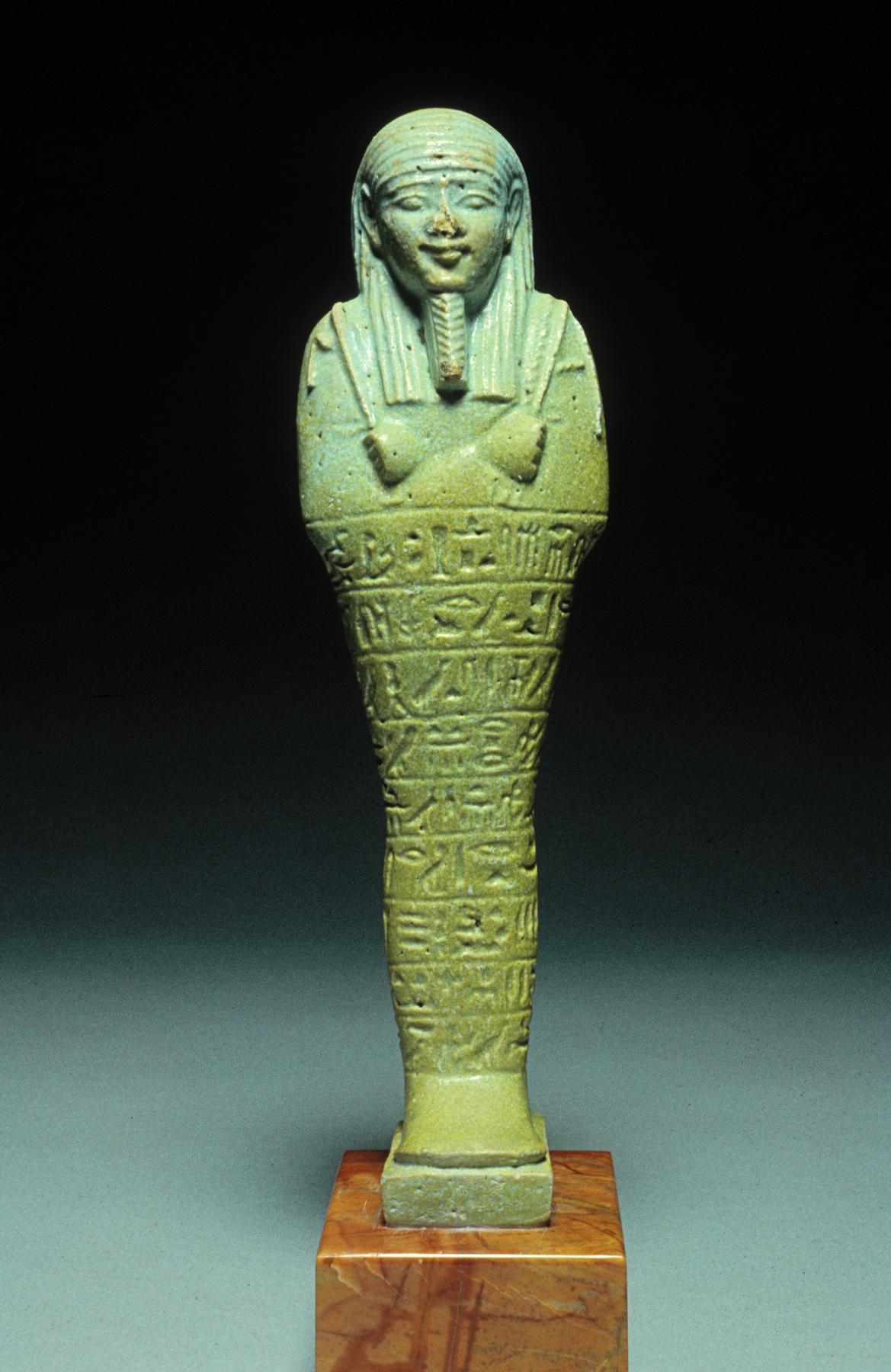
Ushabti con la Formula 6 del Libro dei morti.
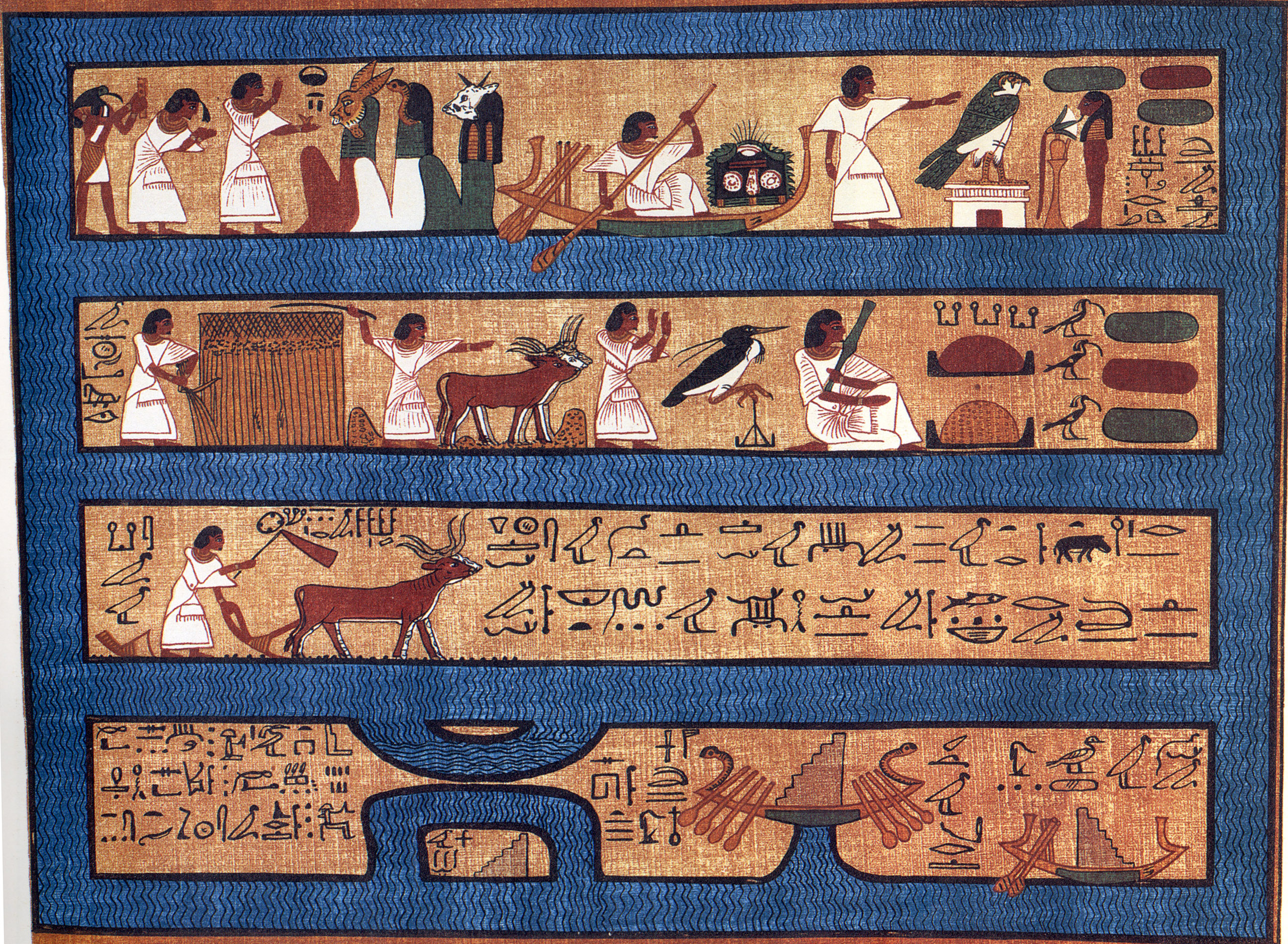
Libro dei morti di Ani: i Campi Aaru. British Museum, Londra.
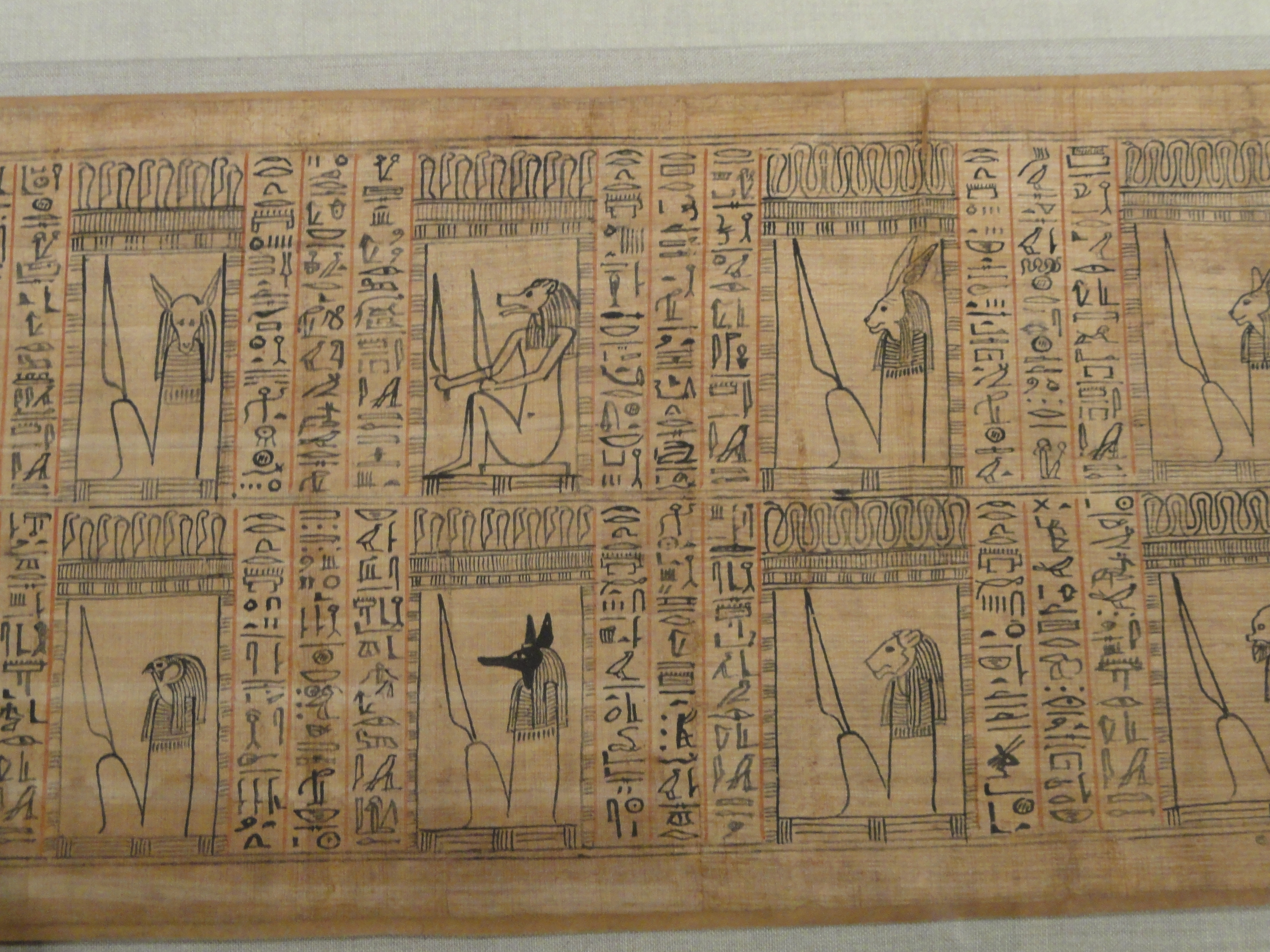
Libro dei morti di Hori: creature sovrannaturali a guardia del mondo dei morti. Cleveland Museum of Art, Cleveland.
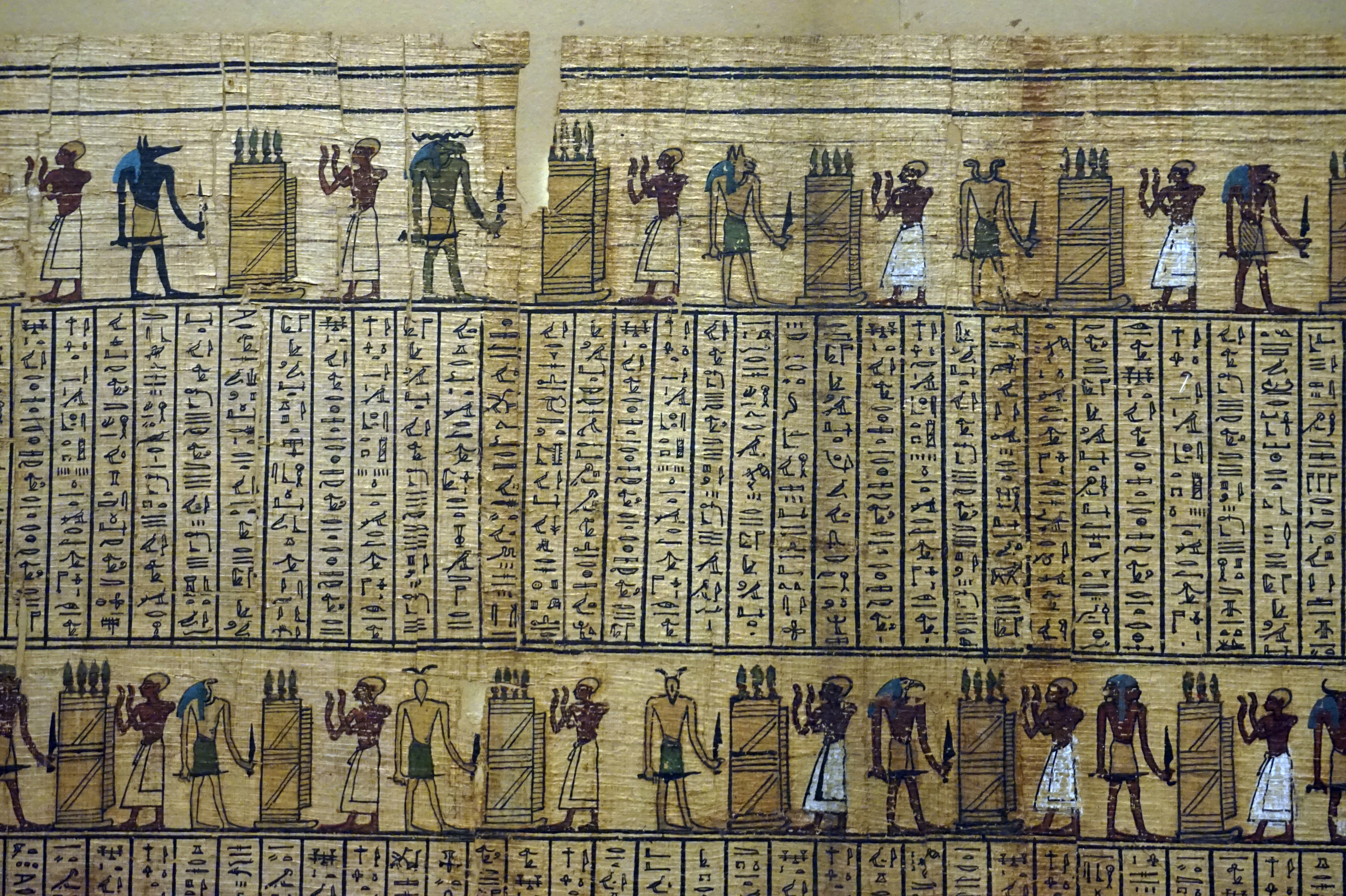
Il defunto al cospetto dei mostri del mondo dei morti, da un Libro dei morti (N 3096) al Museo del Louvre, Parigi.

### Giudizio
Una volta superate o eluse le insidie del Duat, il defunto sarebbe stato sottoposto a giudizio mediante il rituale della "pesatura del cuore" (psicostasia) descritto dalla lunghissima Formula 125. Lo spirito sarebbe stato accompagnato dal dio psicopompo Anubi al cospetto di Osiride, dove avrebbe dichiarato di non essere colpevole d'alcuno dei "42 peccati" contro la giustizia e la verità recitando un testo noto come "Confessioni negative". Il cuore del defunto sarebbe poi stato pesato su una bilancia a due piatti: un piatto per il cuore, l'altro per la piuma di Maat. Maat era la dea che personificava la verità, la giustizia, la rettitudine e l'ordine del cosmo ed era spesso simboleggiata da una piuma di struzzo (segno geroglifico del suo nome). Gli Egizi temevano che, davanti a Osiride, il cuore si sarebbe rivolto contro il defunto accusandolo ed elencando i peccati che questi avrebbe commesso in vita: tale eventualità catastrofica era scongiurata dalla Formula 30B:
(Libro dei morti, Formula 30B — dalla traduzione di Budge)
Se il cuore e la piuma si fossero eguagliati, allora le divinità si sarebbero convinte della rettitudine del defunto, il quale avrebbe perciò potuto accedere alla vita eterna divenendo maa-kheru, che significa "vendicato/giustificato", letteralmente "giusto di voce" ("beato" in senso lato); ma se il cuore fossero risultato più pesante della piuma di Maat, allora un mostro terrificante di nome Ammit, la "Divoratrice", l'avrebbe divorato distruggendo lo spirito del defunto.

L'episodio della psicostasia è notevole non solo per la sua vivacità simbolica e perfino drammatica, ma anche perché è una delle poche parti del Libro dei morti con connotazioni morali. Il giudizio da parte di Osiride con altre 42 deità giudicanti e le altrettante "Confessioni negative" dipingono l'etica e la morale egizie. Queste 42 dichiarazioni di innocenza del defunto ("1: Non ho commesso peccato. 2: Non ho commesso furti con violenza. 3: Non ho rubato. 4: Non ho ucciso né uomini né donne [...]") sono state interpretate da alcuni come possibili precedenti storici dei Dieci comandamenti: ma, mentre i Dieci comandamenti dell'etica giudeo–cristiana constano di norme attribuite a una rivelazione divina, le "Confessioni negative" si presentavano piuttosto come trasposizioni divine (ciascuna corrispondeva infatti a una delle 42 deità giudicanti) di una moralità quotidiana. Esiste un dibattito egittologico sul presunto valore morale assoluto delle "Confessioni negative" e sulla eventuale necessità di una purezza etica del defunto per accedere alla vita dopo la morte. John Taylor del British Museum è del parere che la Formule 30B e 125 evidenzierebbero un approccio pragmatico alla moralità: esistendo la possibilità di costringere, mediante la magia delle formule, il cuore a tacere i peccati e le eventuali verità scomode sul defunto, sembra che fosse possibile entrare nell'aldilà anche avendo alle spalle una vita non irreprensibile.

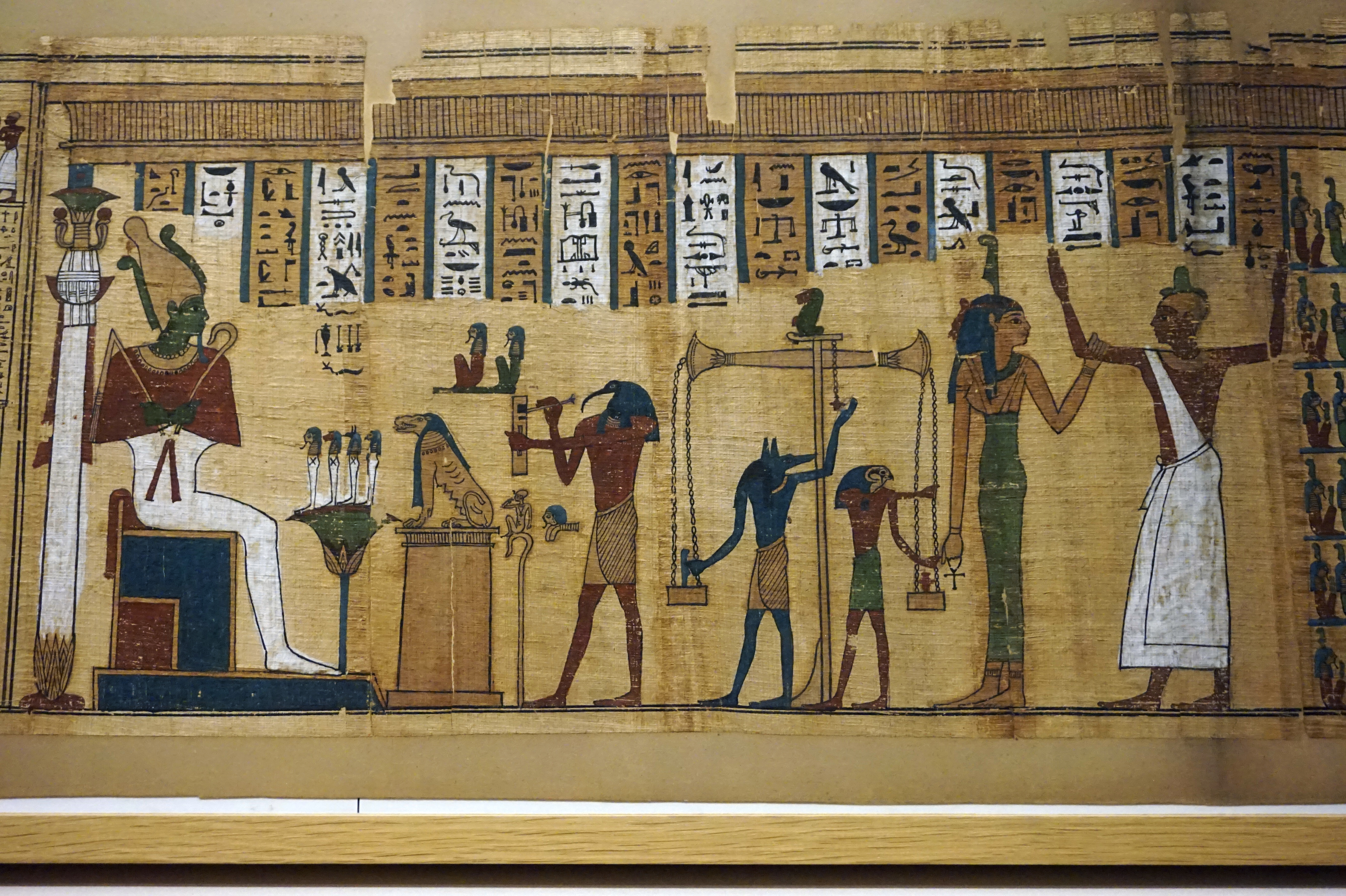
Osiride, Thot, Anubi, Maat e la psicostasia, da un Libro dei morti (N 3096) al Museo del Louvre, Parigi.
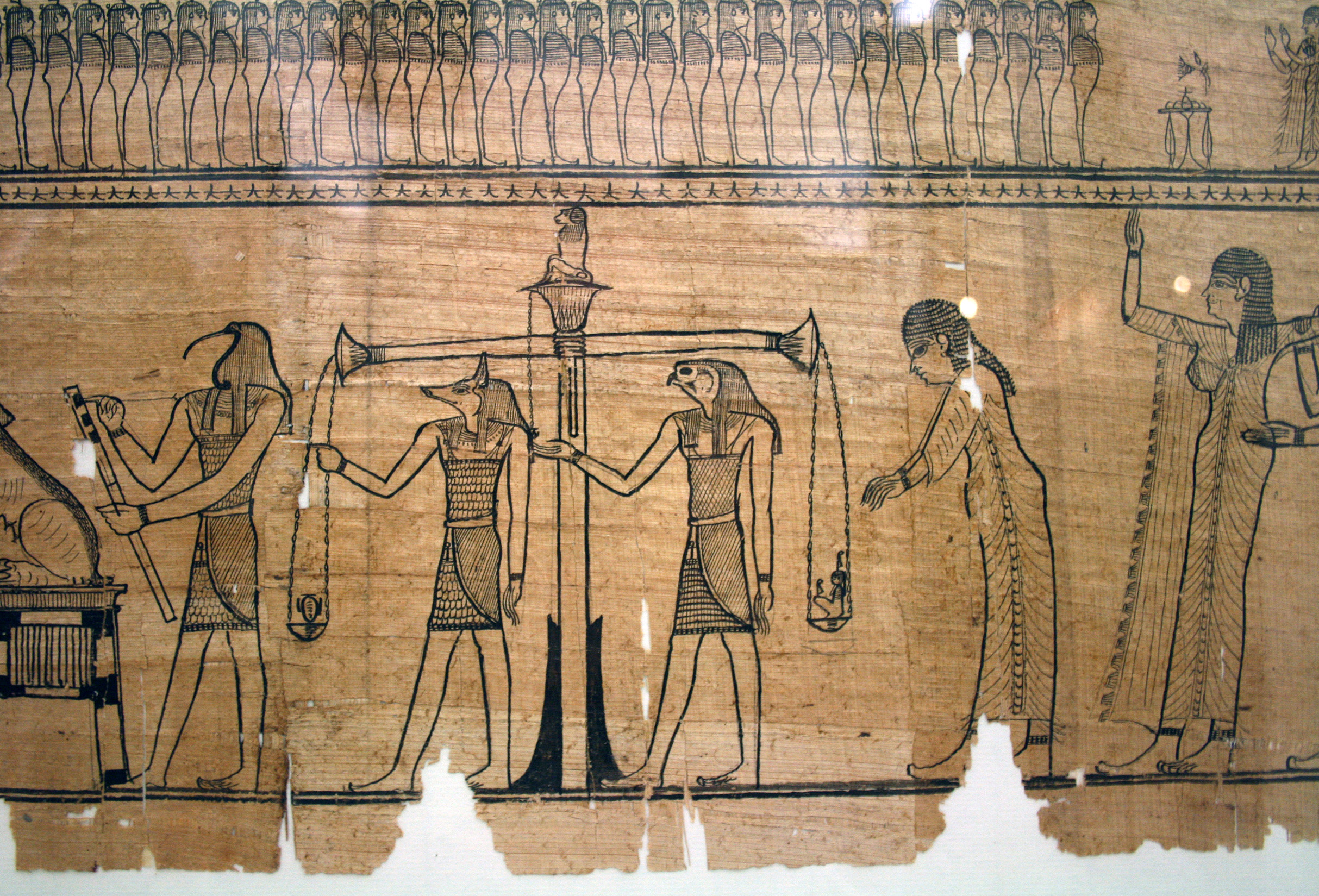
Libro dei morti di Sesostri: psicostasia. Biblioteca Nazionale Austriaca, Vienna.
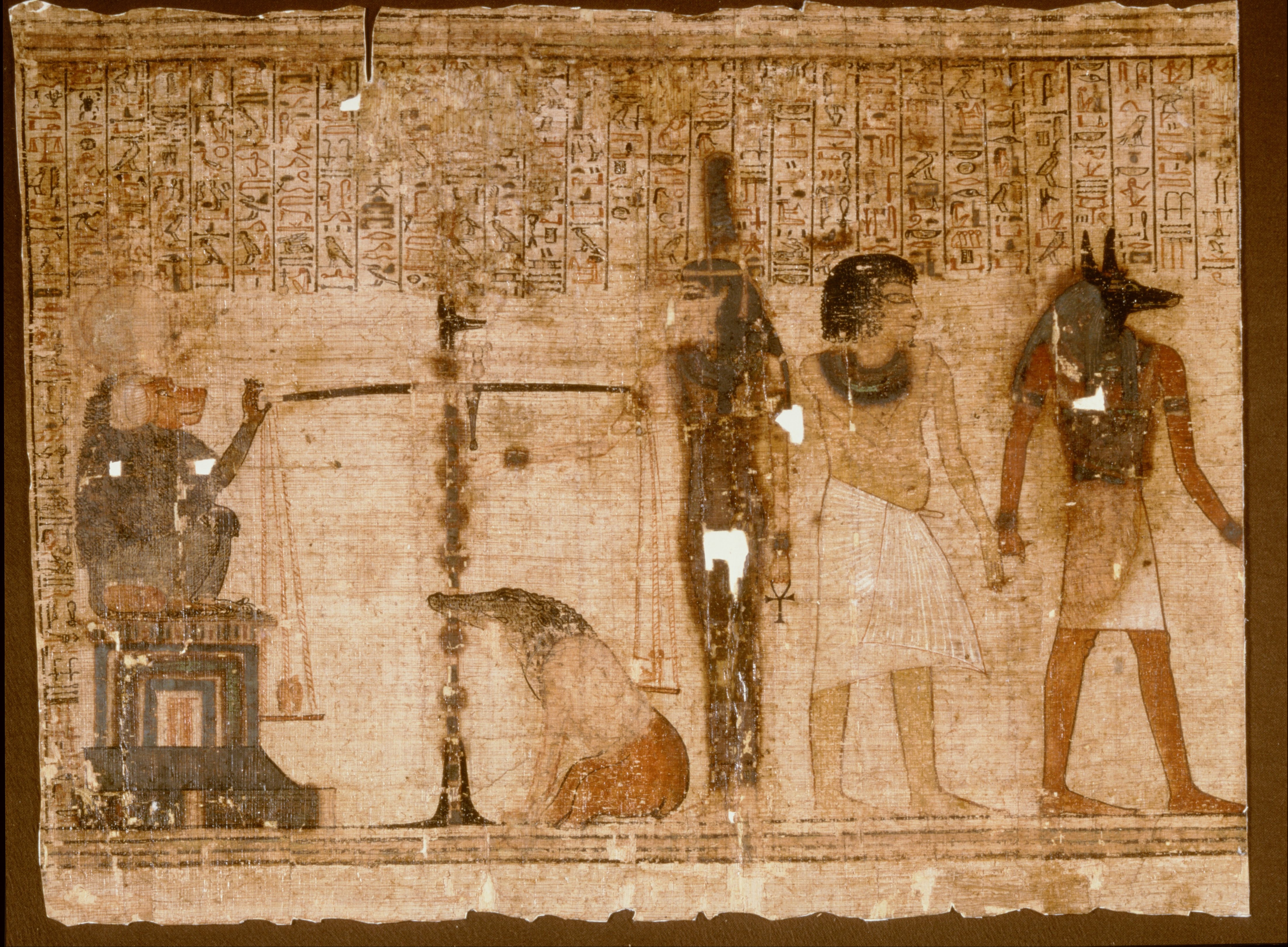
Libro dei morti di Kenna: psicostasia (Thot è qui in forma di babbuino). Rijksmuseum van Oudheden, Leida.
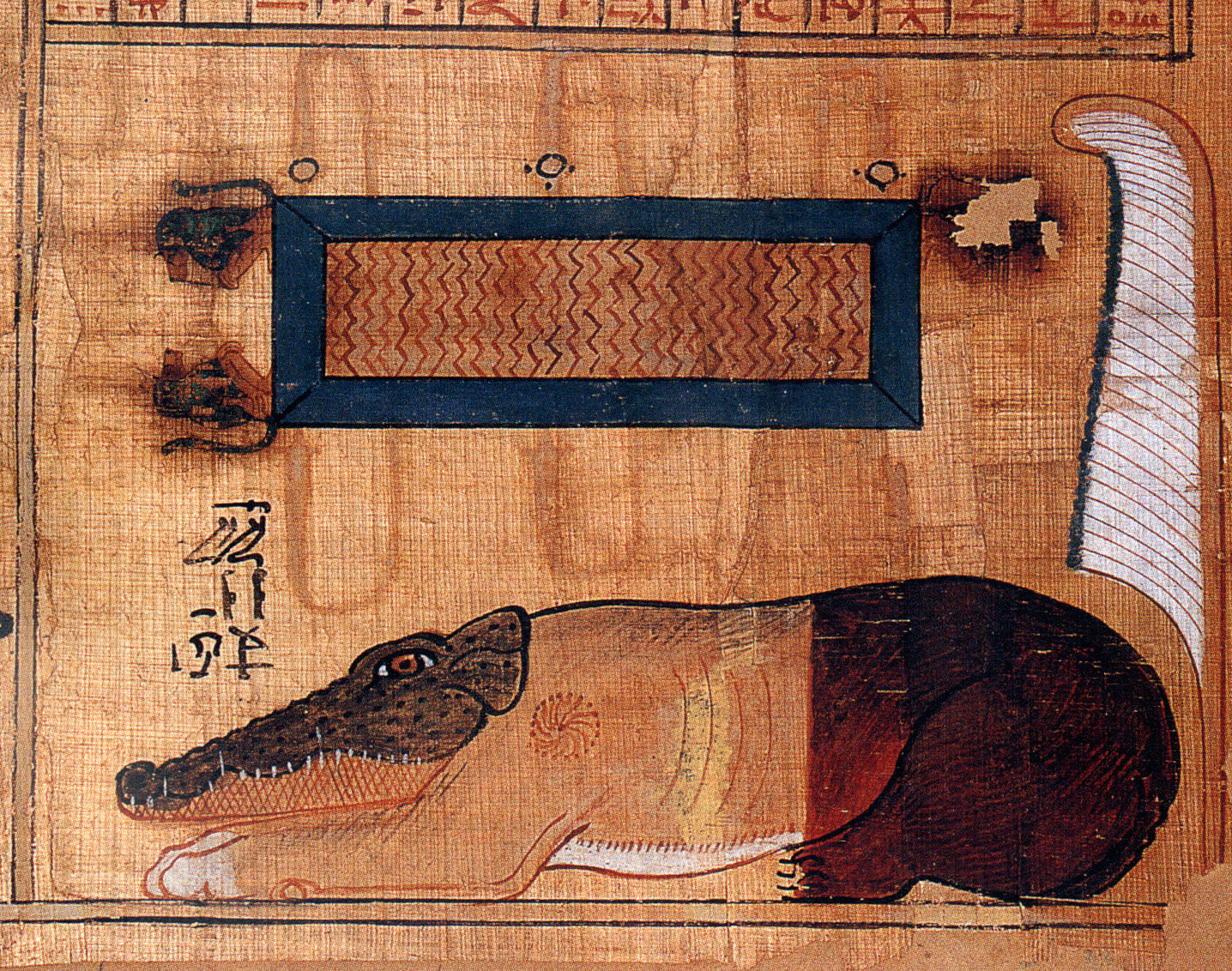
Libro dei morti di Nebqed: il mostro Ammit[70]. Museo del Louvre, Parigi.

## Produzione dei manoscritti
Un papiro del Libro dei morti veniva prodotto su commissione dagli scribi. I committenti erano coloro che intendevano predisporre i propri funerali, o i congiunti di qualcuno morto di recente. Si trattava di beni costosi: una fonte testimonia che il prezzo di un papiro del Libro dei morti si sarebbe attestato su un deben, cioè 91 grammi, d'argento: la metà della paga annuale di un modesto lavoratore. Già solo il papiro aveva un alto prezzo, e si hanno innumerevoli testimonianze del suo riutilizzo previa raschiatura di testi precedenti (palinsesto); anche un Libro dei morti, in un caso di cui si ha notizia, fu scritto su un papiro di seconda mano.

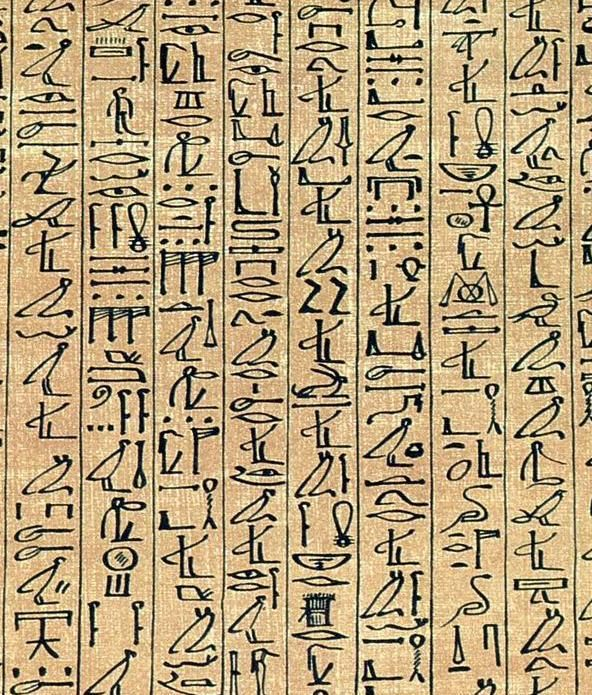
Dettaglio del Papiro di Ani raffigurante i geroglifici corsivi che ne compongono il testo.

La maggior parte di proprietari di un Libro dei morti facevano chiaramente parte di un'élite sociale; inizialmente riservato ai membri della famiglia reale, sue redazioni sono state scoperte in successive tombe di scribi, sacerdoti e funzionari. I destinatari erano perlopiù uomini, ma le vignette ne raffiguravano sovente anche le mogli; dalla comparsa dei primi esemplari, si ha notizia di almeno dieci copie destinate a uomini per ogni copia destinata a donne, ma nel Terzo periodo intermedio i 2/3 furono realizzati per donne, e sempre le donne possedettero 1/3 dei papiri ieratici del Periodo tardo e tolemaico.
L'estensione del Libro dei morti varia sensibilmente nelle diverse redazioni: il rotolo di papiro più lungo è di 40 metri, altri non superano il metro (i rotoli furono realizzati unendo più fogli, lunghi ciascuno dai 15 ai 45 centimetri). Mediamente, gli scribi all'opera sul Libro dei morti ponevano più cura nel proprio lavoro rispetto a quelli addetti a testi più "profani"; tale perizia era esemplificata dalla loro attenzione a non scrivere sulle giunture tra un foglio e l'altro, o dal perfetto equilibrio tra testo e immagini. Le parole peret em heru, "per uscire al giorno", compare talvolta dietro al margine esterno, probabilmente per identificare immediatamente il rotolo in mezzo ad altri. 

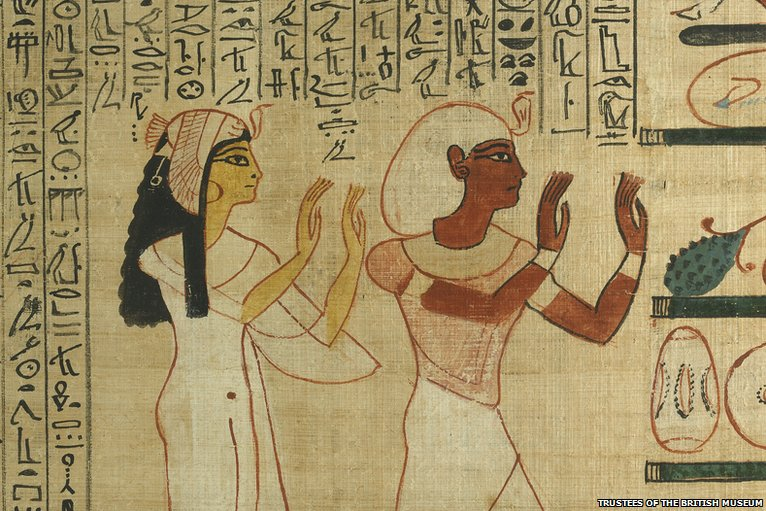
Herihor, sommo sacerdote di Amon (1080–1074 a.C.), dalle prerogative regali, e sua moglie Nodjmet come "committenti" sul Libro dei morti di Nodjmet (1050 a.C.). British Museum, Londra.

Le copie erano probabilmente prefabbricate in laboratori specializzati nella produzione di oggetti e testi funerari: i passaggi destinati al nome del defunto, lasciati vuoti, sarebbero stati compilati al momento dell'acquisto. È il caso del celebre Papiro di Ani, nel quale il nome proprio "Ani" compare in cima o alla fine delle colonne, o subito dopo una premessa che lo identifica come "parlante" di una serie di formule in prima persona; lo stesso nome appare nella grafia di una mano differente nel resto del manoscritto, e in alcuni punti è scritto male o completamente omesso.
Un qualsiasi Libro dei morti del Nuovo Regno era comunemente scritto in geroglifici corsivi, a volte da destra a sinistra ma più spesso al contrario. I geroglifici erano in colonne separate da linee (così come nel caso di testi incisi su pareti, statue o rocce) in inchiostro nero, mentre le immagini e vignette occupavano spezi ricavati fra le linee di testo (ma poteva capitare che fossero realizzate ricche raffigurazioni grandi come un foglio intero). A partire dalla XXI dinastia (1069 a.C.) vi fu un aumento di copie del Libro dei morti in scrittura ieratica: la grafia non differiva particolarmente da quella degli altri papiri ieratici del Nuovo Regno e il testo era disposto in righe orizzontali di larghe colonne (frequentemente la riga di testo era larga quanto l'intero foglio). Un Libro dei morti interamente in ieratico poteva contenere passaggi in geroglifici "monumentali". Poteva avvenire che nel testo si alternassero inchiostro bianco e rosso: il nero, usato prevalentemente, lasciava posto al rosso nei titoli delle formule, all'inizio e alla fine di sezioni di formule, nelle premesse che spiegavano come eseguire correttamente il rituale connesso a una formula e per i nomi di creature pericolose come il demone Apopi. Lo stile e la natura delle vignette scelte per illustrare il Libro dei morti si sono rivelati eterogenei: alcune illustrazioni in foglia d'oro erano particolarmente sontuose, mentre in altre redazioni potevano comparire semplici immagini compiute con rapidi tratti d'inchiostro nero (talvolta anche solo una all'inizio del rotolo). I papiri del Libro dei morti erano normalmente frutto del lavoro di più scribi e artisti con compiti ben stabiliti, al punto che esistono copie i cui testi risultano completi mentre le immagini risultano incompiute. È possibile in genere identificare lo stile di più di uno scriba su un dato manoscritto anche su redazioni di dimensioni ridotte.

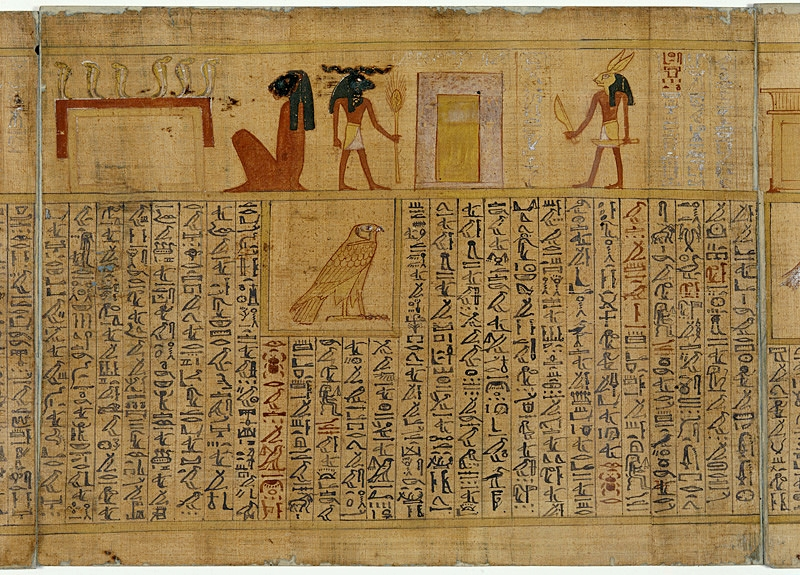
Papiro del Libro dei morti della balia regale Bakai (XVIII dinastia), al Museo nazionale di Varsavia. Sono visibili i passaggi in inchiostro rosso e, alle estremità, i punti di giuntura tra i fogli e il registro superiore di illustrazioni a corredo del testo.

## Scoperta, traduzione, interpretazione
L'esistenza del Libro dei morti era già nota nel Medioevo. Dal momento che veniva spesso osservato all'interno di tombe, fu subito reputato un testo religioso: ciò portò al grande fraintendimento che il Libro dei morti fosse l'equivalente egizio della Bibbia e del Corano.

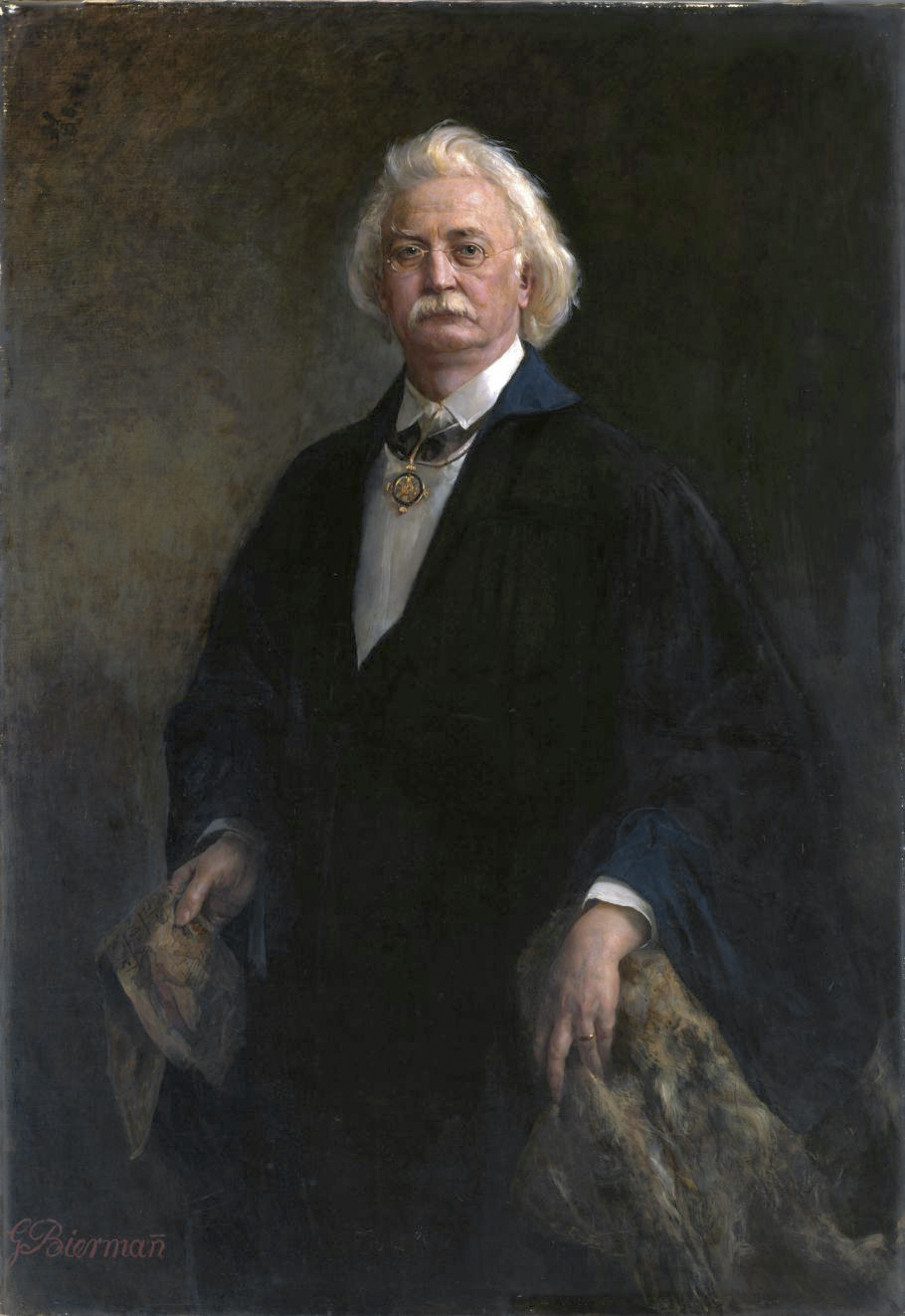
Ritratto di Karl Richard Lepsius (di Gottlieb Biermann, 1885), primo traduttore di una versione del Libri dei morti. Alte Nationalgalerie, Berlino.

Nel 1805, quattro anni dopo la Campagna napoleonica d'Egitto (1798–1801), fu pubblicato a Parigi il primo facsimile d'un esemplare del Libro dei morti noto come Papiro Cadet, realizzato in epoca tolemaica per un uomo di nome Padiamonnebnesuttaui. Nel 1824 l'egittologo tedesco Karl Richard Lepsius pubblicò la traduzione di un manoscritto d'epoca tolemaica (IV–I secolo a.C.) conservato al Museo Egizio di Torino e noto come "Libro dei morti di Iuefankh" e fu proprio per questa traduzione che lo studioso coniò il titolo di "Libro dei morti" ( "(das) Todtenbuch der Ägypter nach dem hieroglyphischen papyrus in Turin").
Inoltre introdusse il sistema di numerazione delle formule tuttora in uso, identificandone dapprima 165. Lepsius promosse l'idea di un'edizione comparativa del Libro dei morti che attingesse da tutti i manoscritti più importanti. Il progetto fu intrapreso dallo svizzero Édouard Naville nel 1875 e terminato nel 1886 con la pubblicazione di un'opera in tre volumi che includeva inoltre: una selezione di vignette per ciascuna delle 186 formule prese in esame, le variazioni più significative tra i vari passaggi e un commentario. Nel 1867 Samuel Birch del British Museum pubblicò la prima traduzione in inglese cui seguì, nel 1876, una copia fotografica del Papiro di Nebseni.

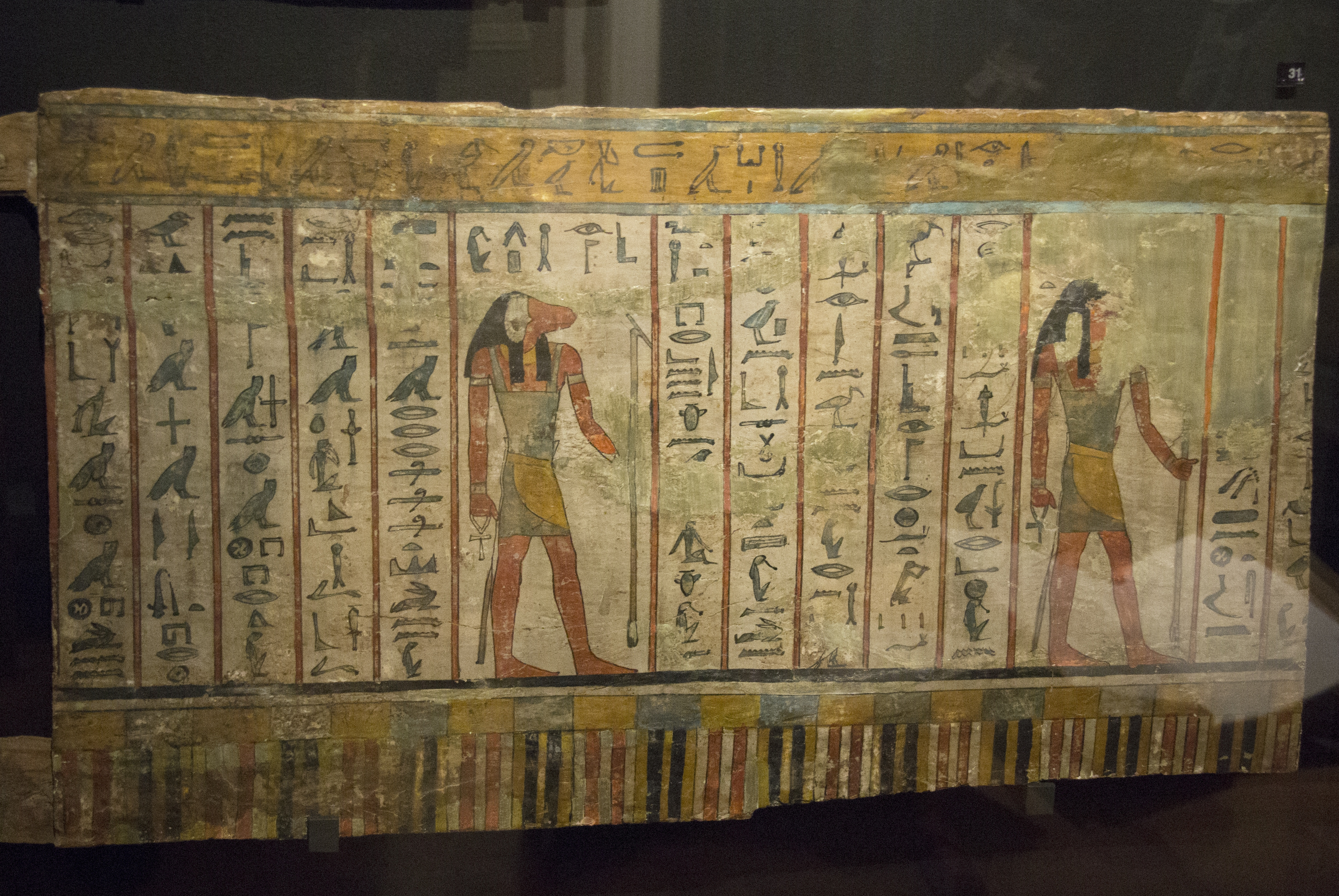
Dettaglio di un Libro dei morti su un sarcofago ligneo della XXV dinastia. Palazzo Kinsky, Praga.

La traduzione del 1895 di Sir Ernest Alfred Wallis Budge, successore di Birch al British Museum, è ancora estremamente diffusa (raccoglie sia la sua edizione geroglifica che la sua traduzione del Libro dei morti del Papiro di Ani), anche se ritenuta oggi inaccurata e obsoleta. Traduzioni più recenti sono quelle di Raymond Oliver Faulkner (1972) e di Thomas George Allen (1974). Con l'accumularsi di studi e ricerche sul Libro dei morti è stato possibile individuare altre formule: attualmente ammontano a 192. Negli anni '70 Ursula Rößler-Köhler dell'Università di Bonn inaugurò un gruppo di ricerca per aumentare le conoscenze scientifiche sulla storia del Libro dei morti; il progetto ebbe poi il supporto dello Stato federato della Renania Settentrionale-Vestfalia e della German Research Foundation passando, nel 2004, sotto gli auspici delle Accademie tedesche delle Scienze e delle Arti. Oggi il Book of the Dead Project (Progetto Libro dei morti) gestisce e mette a disposizione degli egittologi un archivio di informazioni, documenti e fotografie che copre l'80% delle copie e dei frammenti conservatisi del corpus del Libro dei morti. La sua sede è l'Università di Bonn e molto materiale è disponibile online. Gli studiosi accreditati danno vita a studi monografici, gli Studien zum Altägyptischen Totenbuch (Studi sul Libro egizio dei morti), oltre a pubblicare gli stessi manoscritti, gli Handschriften des Altägyptischen Totenbuches (Manoscritti dei Libro egizio dei morti); entrambe le serie sono pubblicate dalla casa editrice Harassowitz. Orientverlag ha rilasciato un'altra collana di monografie relative al Libro dei morti, Totenbuchtexte, incentrate sull'analisi, sulla comparazione sinottica e sulla critica testuale.